# Двугорбый верблюд
Двуго́рбый верблю́д, или бактриа́н (лат. Camelus bactrianus), — вид парнокопытных млекопитающих семейства верблюдовых (Camelidae), относящийся наряду с диким и одногорбым верблюдами к роду собственно верблюдов (лат. Camelus). Характеризуется в среднем бо́льшими, чем у других современных верблюдов, размерами и массой, от одногорбого верблюда отличается также наличием двух горбов и гораздо более густым шёрстным покровом. Виды верблюдов являются близкородственными, они могут скрещиваться, производя на свет жизнеспособные плодовитые помеси.
Слово «бактриан» происходит от названия древней области в Средней Азии, Ба́ктрии. Двугорбый верблюд хорошо приспособлен к обитанию в условиях резко континентального сухого климата с жарким и сухим летом и очень морозными и снежными зимами. Характерные для верблюдов анатомические и физиологические особенности позволяют ему необычайно долго обходиться без воды и довольствоваться самым грубым и малопитательным кормом. Суровые зимы бактриан также переносит сравнительно легко благодаря исключительно густой шерсти. Однако двугорбый верблюд категорически не переносит сырости и встречается только в районах с самым сухим климатом.
Бактриан издавна является важным домашним животным во многих регионах Азии. Домашний двугорбый верблюд встречается преимущественно в степных и полупустынных районах восточной части Центральной и Средней Азии, Монголии и соседних территорий России (Республика Тыва) и Китая; мировое поголовье бактрианов превышает 2 млн. Выведен целый ряд пород домашних верблюдов. В хозяйстве бактриан используется как вьючное и тягловое животное, а также как источник молока, мяса и ценной шерсти. Кроме того, бактриан — популярное цирковое животное. Большое количество бактрианов содержится в зоопарках.
Бактриан является близким родственником дикого верблюда, или хавтагая (Camelus ferus). Хотя ранее дикий верблюд часто рассматривался как подвид двугорбого (Camelus bactrianus ferus), современные генетические исследования свидетельствуют в пользу его обособления от домашнего. В настоящее время считается, что  бактриан и хавтагай разошлись в плейстоцене (около 1,5—0,7 млн лет назад), задолго до начала одомашнивания двугорбого верблюда (примерно 6000—4000 лет назад).

## Описание

### Внешний вид и строение
Внешний вид бактриана хорошо известен — он настолько характерен, что не позволяет спутать его с каким-либо другим животным; наличие двух горбов резко отличает его от одногорбого верблюда. У бактриана плотное, округлое тело, с задним бедром, не вписанным в общий контур; ноги довольно длинные, оканчивающиеся раздвоенной ступнёй, опирающейся на мозольную подушку. Копыт как таковых нет — каждая часть раздвоенной ступни оканчивается подобием когтя. У двугорбого верблюда очень длинная, сильно изогнутая шея, прогибающаяся вниз и затем снова U-образно поднимающаяся вверх; голова находится на одном уровне с плечами. Хвост довольно короткий в сравнении с размерами тела — около полуметра, с кисточкой длинной шерсти на конце. Шёрстный покров густой и плотный, но длина его неравномерна — в среднем шерсть на теле длиной около 7 см, но снизу шеи шерсть образует длинный подвес. Такая же длинная шерсть растёт на верху горбов, а также на голове, где образует подобие хохолка наверху и бороды внизу, а также на загривке. У бактриана (как и у одногорбого верблюда) очень длинные и густые ресницы в два ряда; ушные раковины также опушены густой шерстью. У хорошо упитанного, жирного верблюда горбы ровные, стоящие прямо, но у отощавшего животного они могут сваливаться частично или полностью набок (иногда в разные стороны), болтаясь при ходьбе. Плотные стоячие горбы служат для верблюдоводов показателем упитанности животного. Мясистые губы бактриана жёсткие, приспособленные к срыванию самой грубой и колючей растительности. Верхняя губа, как у всех верблюдовых, раздвоенная. Уши округлой формы и весьма небольшие, почти неразличимые с большого расстояния. На затылке имеются парные железы, особенно развитые у самца, чёрный вязкий и пахучий секрет которых используется для мечения территории.
Домашний верблюд в среднем больше, чем дикий, и имеет менее поджарое телосложение. Горбы его больше и толще, морда шире. Ещё одно характерное отличие домашнего верблюда от дикого — наличие мозолей на груди и передних коленях. Следы домашнего верблюда менее узкие и вытянутые.
Внутреннее строение типичное для всех мозоленогих — желудок трёхкамерный, при нечётко выраженных отделах (сычуг, рубец, сетка); книжка отсутствует. Слепая кишка короткая. Плацента диффузная — то есть ворсинки, образующиеся на зародышевой оболочке (хорионе), расположены на всей её поверхности и не срастаются со слизистой оболочкой матки — и более примитивная, чем у других семейств парнокопытных. У вымени самки два соска.
Голос двугорбого верблюда — не очень приятный для слуха рёв, несколько напоминающий ослиный. Верблюд, нагруженный вьюком, всегда ревёт, поднимаясь с земли с грузом или опускаясь.
Красочное описание наружности двугорбого верблюда дал знаменитый автор толкового словаря В. И. Даль, посещавший центральноазиатские районы Российской империи:
Наружность верблюда неуклюжа, даже безобразна, или по крайней мере очень неблаговидна. Круглое, как сороковая бочка туловище, на толстых узловатых ногах; непомерно длинная шея, свесившаяся дугою вниз и подымающаяся опять дугою кверху; голова с круглыми ушками,.. ничтожный в сравнении с громадным телом хвостик и косматая шерсть, борода или подгривок с исподу шеи, хохол или тупей — всё это более странно и смешно, чем красиво. К тому же, движения животного медленны, неловки; шею с головою верблюд поворачивает в сторону в каком-то раздумьи, глядит, пережёвывая жвачку, с большим спокойствием и равнодушием, и ревёт несносным образом. Голос его высокий, жалобный, пронзительный, выражающий лень и страдание; он несколько походит на глупое ржание осла, но не так отрывист, а протяжнее и ещё однообразнее.
Двугорбый верблюд, как и одногорбый, известен своей склонностью плеваться в случае раздражения. Однако плевки верблюда — не слюна, а жвачка и весьма зловонное содержимое желудка.

### Размеры

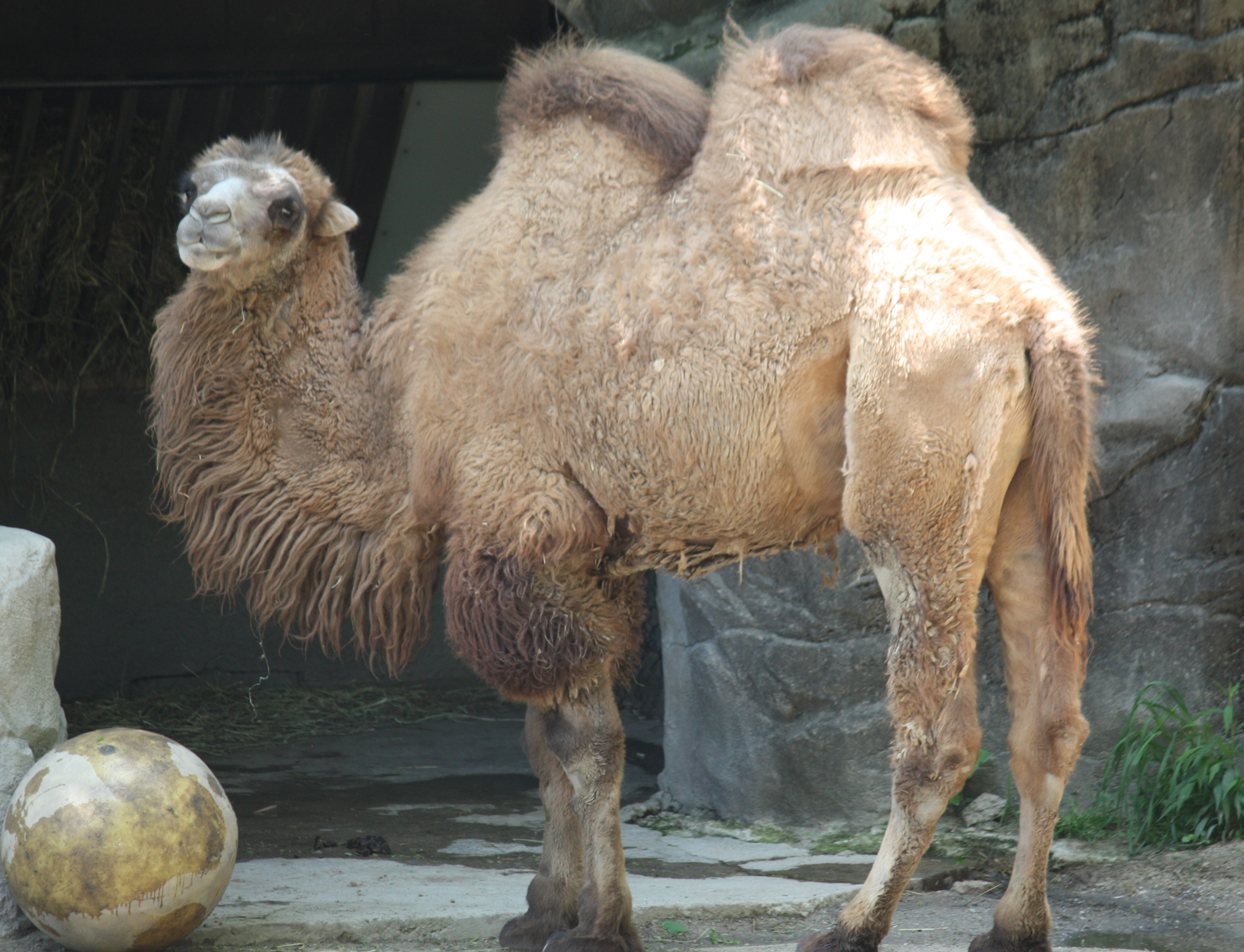
Бактриан в зоопарке г. Цинциннати, США. Толстые стоячие горбы свидетельствуют о хорошей упитанности

Двугорбый верблюд — очень крупное животное. Высота его в холке превышает 2 метра, известны особи, достигшие 210 и даже 230 см. Высота тела с горбами ещё больше — до 270 см. Седловина между горбов находится на высоте часто больше 1,7 м, поэтому всаднику трудно залезть на стоящего верблюда: приходится приказывать верблюду лечь или опуститься на передние колени. Расстояние между горбами — больше 30 см — оставляет достаточно места, чтобы сидеть человеку.
Взрослый верблюд-самец весит в среднем около 500 кг, но нередко значительно больше — указывается масса 690 кг и 800 кг. Так, домашние двугорбые верблюды, разводимые в Забайкалье, имеют среднюю живую массу 740 кг. Самки бактриана значительно меньше, 320—450 кг. В отдельных случаях рослые, хорошо откормленные самцы крупной породы весят до 1000 кг, особенно это касается домашних верблюдов калмыцкой породы (самцы 800—1000 кг, самки 650—800 кг). Верблюд перестаёт расти в возрасте 7 лет.

### Шёрстный покров
Естественный окрас двугорбого верблюда — коричнево-песочный различных оттенков (бывают более рыжие, более тёмные или светлые верблюды). Таков цвет шерсти диких верблюдов, но домашние окрашены более разнообразно. Среди домашних преобладают верблюды бурой масти, встречаются также серые, почти чёрные, а также чисто белые или даже кремовые, которые ценятся выше, чем особи любого другого окраса. Светлоокрашенные верблюды, впрочем, весьма редки — среди бактрианов Забайкалья животные бурого цвета составляют 78,6 %, жёлтого и светло-жёлтого — 18,6 %, а белые — 2,8 %.

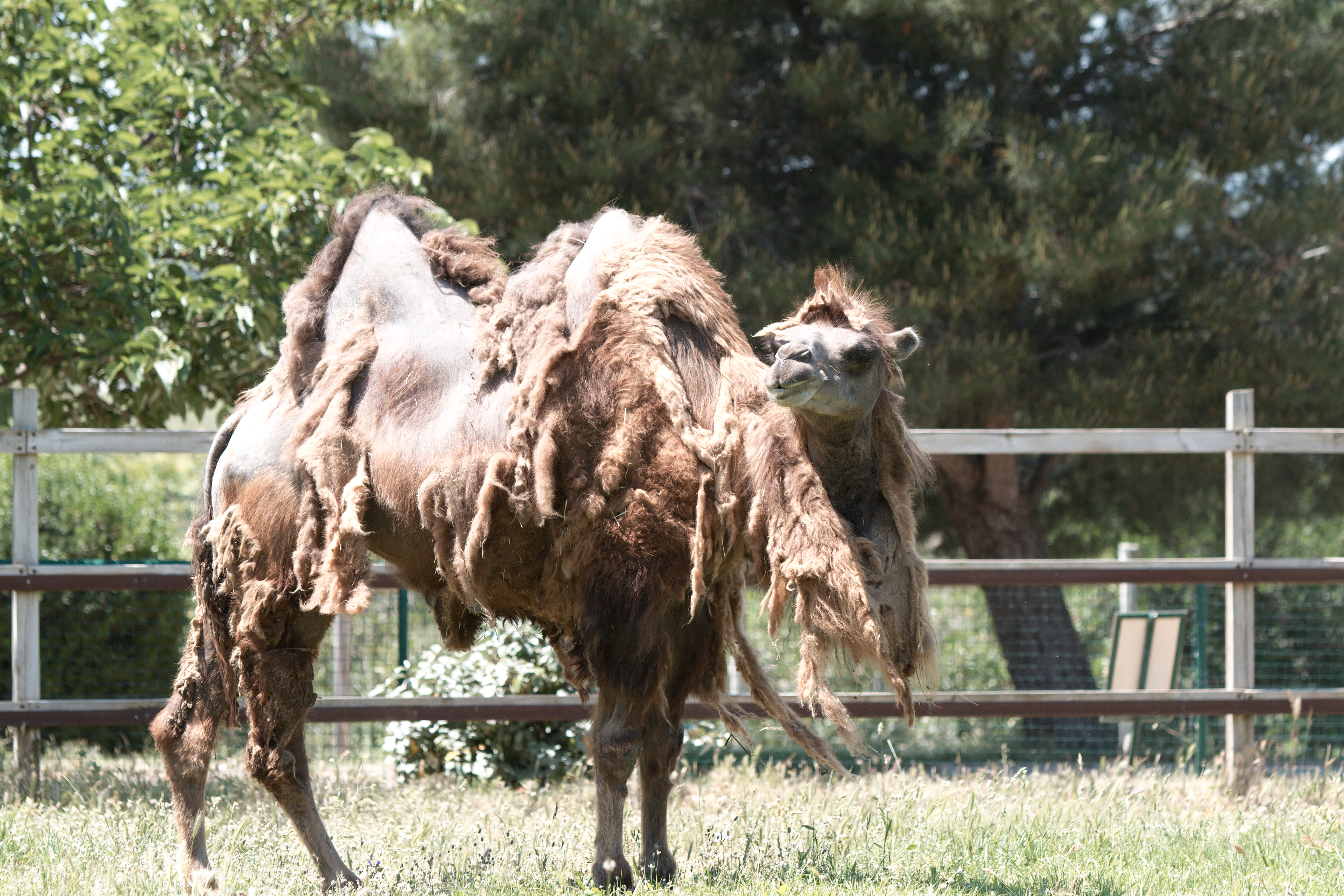
Линяющий двугорбый верблюд, зоопарк города Ла-Барбен, Франция

Шёрстный покров бактриана гораздо длиннее и гуще, чем у дромедара, — это одна из главных черт, необходимых бактриану для выживания в сильные морозы: температура воздуха в местах его природного обитания может падать даже ниже −40°C. Шерсть снизу шеи и на верхушках горбов бывает длиннее 30 см, на других участках тела она также довольно длинная — в среднем около 7 см. Структура шерсти бактриана весьма примечательна. Шерстинки внутри полые, что способствует малой теплопроводности верблюжьего шёрстного покрова. Кроме того, окружающие каждую шерстинку несколько тонких волосков подшёрстка удерживают много воздуха, поэтому, несмотря на плотность шёрстного покрова, в нём всегда остаётся много воздуха, также резко снижающего теплопроводность.
Бактриан покрывается особенно длинной шерстью осенью, встречая зиму уже сильно опушённым. В свою очередь, длинная зимняя шерсть при наступлении тёплого времени (март — апрель) быстро сменяется более короткой. Этот процесс сопровождается опадением с различных участков тела животного больших клоков шерсти. В это время верблюд приобретает неряшливый, облезлый вид.

### Приспособленность к суровым условиям
Особенности строения двугорбого верблюда демонстрируют его отличную приспособленность к безводному и малокормному биотопу. Верблюд переносит такое обезвоживание, которое безусловно гибельно для всех других млекопитающих — он выживает, теряя до 40 % воды в организме (другие теплокровные животные погибают при потере 20 % воды). Почки верблюда могут всасывать значительную часть воды из мочи и возвращать её в организм. Эритроциты верблюдов имеют овальную форму (у всех остальных млекопитающих они круглые), поэтому кровь сохраняет нормальную текучесть даже при сильном сгущении, поскольку узкие овальные эритроциты беспрепятственно проходят через капилляры. Кроме того, эритроциты верблюда обладают способностью накапливать жидкость, увеличиваясь при этом в объёме до 2,5 раз. Навоз бактриана гораздо более концентрированный, чем навоз крупного рогатого скота, — он содержит в 6—7 раз меньше воды и состоит из смеси грубых, почти сухих растительных волокон (навоз бактриана хорошо оформлен в виде продолговатых катышков размером 4×2×2 см). Моча также чрезвычайно концентрирована. При сильном обезвоживании верблюд заметно худеет, но, получая доступ к воде, восстанавливает нормальный вид буквально на глазах. Всё это касается также и одногорбого верблюда.

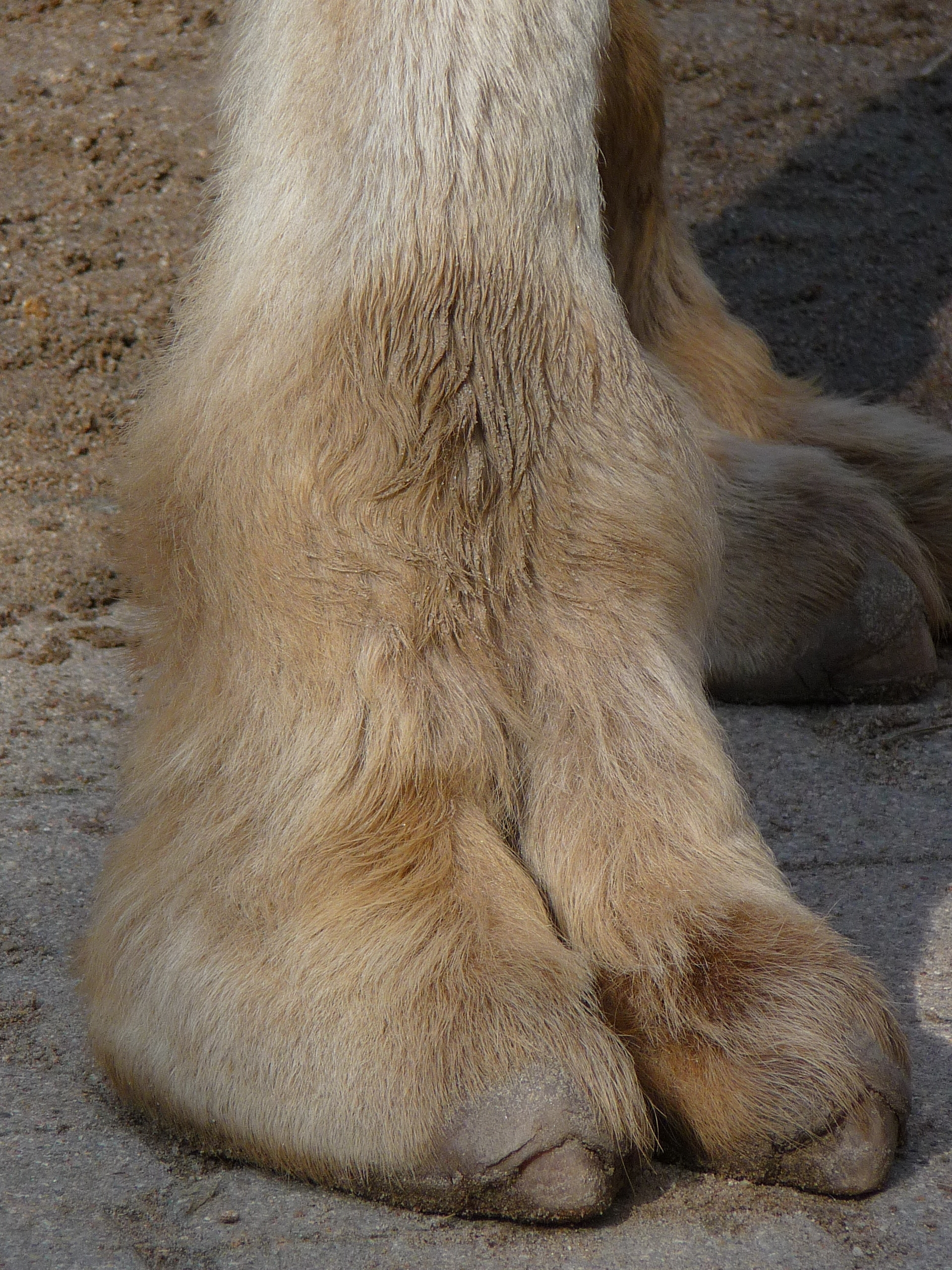
Передняя стопа бактриана

Ряд особенностей внешнего строения также позволяет максимально экономить запасы воды в организме. Испарение воды минимизируется, поскольку верблюд держит ноздри плотно закрытыми, открывая их только во время вдоха-выдоха. Известна также способность верблюда к терморегуляции. В отличие от других млекопитающих, верблюд начинает потеть, только если температура его тела достигает +41 °C и дальнейшее её повышение становится уже опасным для жизни. Ночью же температура тела верблюда может опускаться до +34 °C.
Жир, содержащийся в горбах, не расщепляется на воду, как считалось на протяжении долгого времени, а играет роль запаса питания для организма. Он также служит для теплоизоляции тела верблюда, накапливаясь прежде всего на спине, которая наиболее подвержена воздействию солнечных лучей. Если бы жир был равномерно распредёлен по телу, он мешал бы выходу тепла из организма. В обоих горбах может содержаться до 150 кг жира.
Хорошая приспособленность верблюдов к тяжёлым условиям Центральной Азии издавна привлекала внимание европейских и русских исследователей. Один из русских военных деятелей первой половины XIX века М. И. Иванин так описывал двугорбого верблюда:

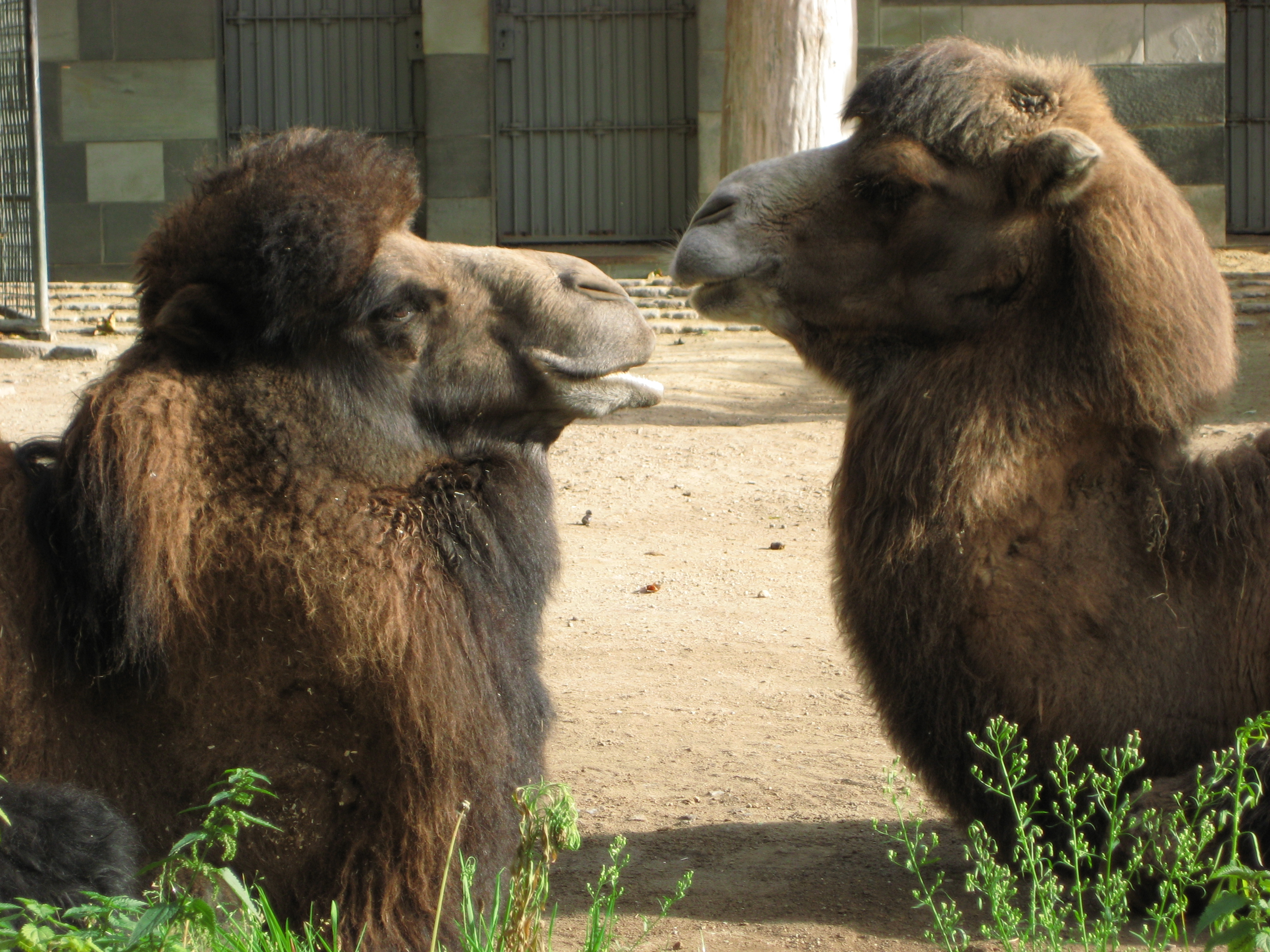
Бактрианы в зоопарке Берлина. Хорошо видна более длинная и густая шерсть на голове

Шишки (кочки) или горбы верблюда, состоящие из жиру, по мере того как верблюд худеет, делаются также тоще и отвисают; посему кочки, состоя из жиру, вероятно назначены природой для поддержания сил верблюдов в случае продолжительной скудости пищи, как жир у сурков и медведей во время зимнего их сна — и показывает, что это животное создано для степной жизни, для трудов и перенесения лишений в пище. Широкие копыта делают их способными для ходьбы по сыпучему песку; но от ходьбы по мокрым местам копыта эти отмокают, подвергаются болезненным опухолям и даже отпадают...

### Питание
Двугорбый верблюд — животное исключительно травоядное и, как и одногорбый, может кормиться самым грубым и малопитательным кормом. Он способен поедать растения с такими колючками, которые не в состоянии есть ни одно другое животное. В рацион верблюда входят 33 из 50 основных видов растений пустынной флоры Казахстана. Когда отсутствуют другие источники питания, то верблюды поедают кости и шкуры животных, а также предметы, изготовленные из них.

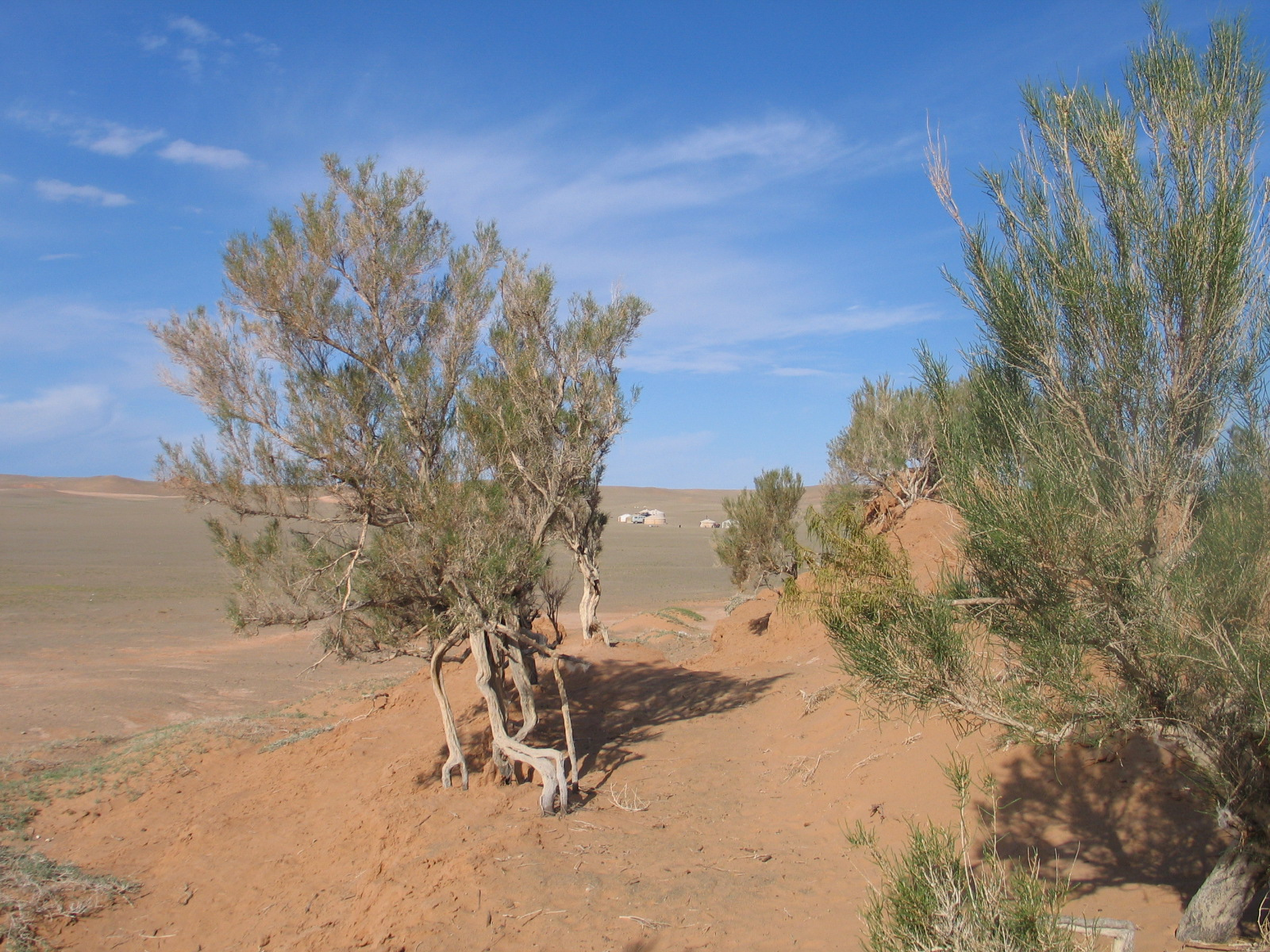
Кусты саксаула в пустыне Гоби — типичный корм верблюда

К родникам верблюды приходят не чаще одного раза в несколько дней. Если их там беспокоят, то без воды могут обойтись две, а то и три недели — особенно летом, когда после дождей в растениях много влаги. Бактрианы избегают пить солёную воду, что отличает их от хаптагаев, которые способны без вреда для здоровья пить солоноватую воду пустынных водоёмов. Вообще, потребность в соли у животного весьма велика — по этой причине домашним верблюдам необходимо обеспечивать постоянное наличие соляных брусков. Верблюды вообще и двугорбый в частности известны способностью выпивать за один раз огромное количество воды. При сильном обезвоживании бактриан способен за один раз выпить больше 100 литров.
Двугорбый верблюд в состоянии переносить очень длительное голодание. Он настолько приспособлен к скудной пище, что для здоровья домашнего верблюда постоянный недокорм может оказаться лучше, чем обильное питание. В выборе корма верблюд довольно неразборчив, что облегчает эксплуатацию домашних бактрианов в сложных условиях. Упоминавшийся выше М. И. Иванин, руководствуясь собственным опытом, писал:
...постоянная пища их — грубая трава; но содержимых в домашнем быту можно кормить сеном, мукой, овсом и проч. Верблюд приучается ко всякой пище; бывший у меня верблюд ел суп, сухари, крупу гречневую; для содержания верблюда в теле, ему довольно в день 30 фунт. сена, а дромадеру 20 фунт.
При наличии хорошей кормовой базы к осени бактрианы сильно жиреют. Но верблюды сильнее, чем, к примеру, лошади, страдают в зимнее время от глубокого снега и особенно гололёда, так как из-за отсутствия настоящих копыт они не могут, подобно лошадям, тебенева́ть — раскапывать снег и кормиться находящейся под ним растительностью. Поэтому у кочевых народов, например казахов, существовала практика последовательного выпаса домашнего скота зимой — сначала в угодья пускали табуны лошадей, которые вытаптывали и ворошили снег, а уже за ними верблюдов и коров, которые довольствовались тем, что не съели лошади (в третью очередь пускали овец).

### Размножение

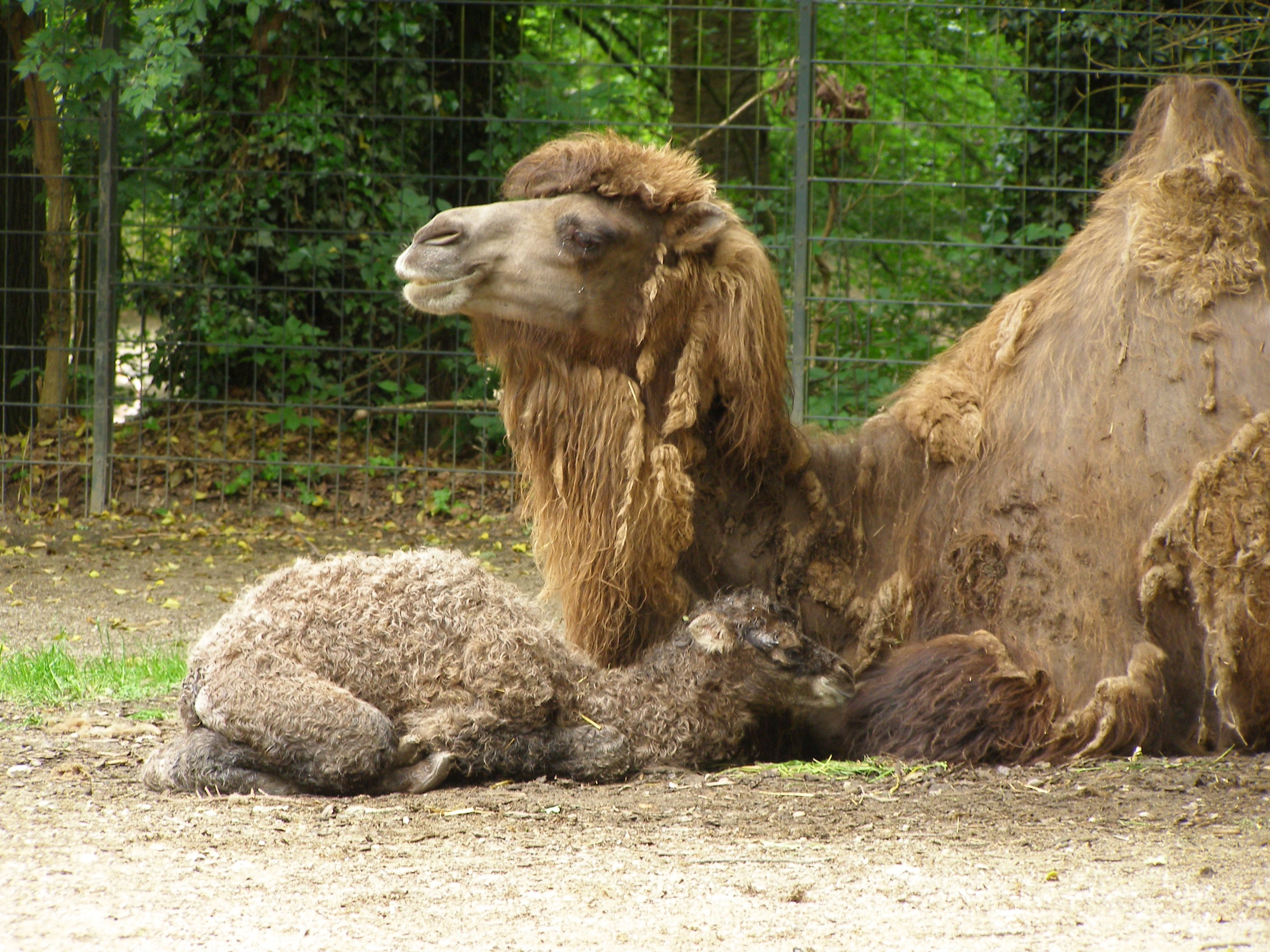
Верблюдица с новорожденным верблюжонком

И самцы, и самки становятся половозрелыми в возрасте 3—5 лет, хотя этот срок может варьировать в ту или иную сторону. Самцы в среднем созревают несколько позже самок, иногда даже в 6-летнем возрасте. Во всяком случае, у самцов явно выраженные признаки полового диморфизма появляются начиная с 3-летнего возраста.
Гон у двугорбых верблюдов происходит осенью. В это время самцы ведут себя очень агрессивно. Они нападают на других самцов и даже пытаются спариваться с ними, постоянно громко ревут, бегают и мечутся; изо рта у них идёт пена. Животные издают звуки, похожие на бормотание, и резкий протяжный свист. Доминантные самцы во время гона сгоняют самок в группы и не позволяют им расходиться. В таком состоянии самец верблюда может быть опасен для человека и животных. Самцов домашних верблюдов при наступлении признаков гона в целях безопасности часто сажают на привязь или изолируют. В Монголии на шею гонным верблюдам, содержащимся на вольном выпасе, надевают предупреждающие красные повязки. Самцов, не считающихся годными для племенного фонда или предназначенных только для работы (особенно вьючной перевозки), обычно кастрируют. Но к некастрированным самцам во время гона не рекомендуется приближаться без необходимости, и работа с ними вообще может быть затруднена. Гонные самцы часто вступают друг с другом в жестокие схватки, во время которых давят противника шеей, пытаясь пригнуть к земле и свалить. Реже верблюды пускают в ход зубы (обычно хватая противника зубами за голову) или бьют противника ногами, и тогда возможны серьёзные травмы вплоть до гибели одного из дерущихся. В стадах домашних верблюдов порой только вмешательство пастухов спасает более слабого верблюда от тяжёлых увечий. Случается, что дикие верблюды нападают на табуны домашних, убивают самцов и уводят самок — поэтому монгольские пастухи в Заалтайской Гоби угоняют табуны домашних верблюдов на время гона подальше от пустыни, в горы, чтобы уберечь от набегов хавтагаев.
Во время гона самцы активно используют затылочные железы для мечения территории, выгибая шею и касаясь головой земли и камней. Они также поливают собственной мочой задние ноги и размазывают мочу по задней части тела с помощью хвоста. То же самое делает и самка. Готовность к спариванию самка выражает, подгибая все четыре ноги и ложась перед самцом, который после спаривания сразу отправляется искать других самок.
Самка приносит приплод раз в два года. Рождается один верблюжонок; двойни редки, и очень часто беременность двойней оканчивается выкидышем. Беременность верблюдиц длится 13 месяцев, указывается также срок в 411 дней и 360—440 дней. Верблюжата появляются на свет весной, пик рождаемости приходится на март—апрель. Верблюдица рожает стоя. Новорожденный верблюжонок весит в среднем около 36 кг (называется средний вес и 45 кг) и имеет рост в плечах около 90 см. Он практически сразу (через два часа) способен следовать за матерью. Лактация самок длится около полутора лет, хотя продолжительность исключительно молочного кормления обычно около 6 месяцев. Характерная анатомическая особенность верблюдов — разная длина рогов матки (левый рог обычно на 8—14 см короче правого) — часто затрудняет диагностику беременности. Крупный плод, который иногда весит и 60 кг, и/или его неправильное положение (принимая во внимание длинные ноги детёныша) часто является причиной затруднений при родах. В таких случаях домашней верблюдице помогают люди — верблюжонка вытаскивают на свет с помощью верёвок силами до четырёх человек. Интересно, что двугорбый верблюжонок при рождении намного меньше (и абсолютно, и относительно матери), чем одногорбый, который весит около 100 кг.
У двугорбого верблюда хорошо выражена забота о потомстве (всё же нередки случаи, когда самка бросает верблюжонка или отказывается кормить). Детёныш остаётся с матерью весьма долгое время, до самого достижения половозрелости. У домашних верблюдов этот срок длиннее, чем у диких. Достигшие половозрелости самцы начинают держаться отдельно, холостяцкими стадами, самки же остаются в материнском стаде. В условия круглогодового пастбищного содержания рост молодняка верблюдов протекает ступенчато, что выражается в задержке роста в неблагоприятные периоды года, и носит ярко выраженный приспособительный характер к условиям содержания.

## Родственные связи
Наиболее древние представители семейства верблюдовых населяли Северную Америку; часть из них переселилась на территорию Южной Америки, где сохранилась в виде лам, а другая по Беринговому перешейку появилась на территории Азии. Китайские учёные в упомянутом исследовании пришли к выводу о том, что двугорбый и одногорбый верблюды могли обособиться друг от друга ещё во время их обитания на американском континенте: согласно ископаемым находкам, разделение обоих видов произошло около 25 млн лет назад. Среди специалистов почти не высказываются сомнения, что сначала появились двугорбые верблюды, а наличие одного горба — более поздняя черта с точки зрения эволюции верблюдовых, поскольку у зародыша одногорбого верблюда образуются сначала два горба, и только на более поздних стадиях развития один горб исчезает. Дикий верблюд (хавтагай) — ближайший современный родственник бактриана, но вероятно, он не является его предком. Бактриан и хавтагай разошлись около 1,5—0,7 млн лет назад, тогда как процесс одомашнивания двугорбого верблюда начался примерно 6000—4000 лет назад. Соответственно, бактриан мог произойти от какой-то другой популяции диких двугорбых верблюдов, к настоящему времени вымерших.

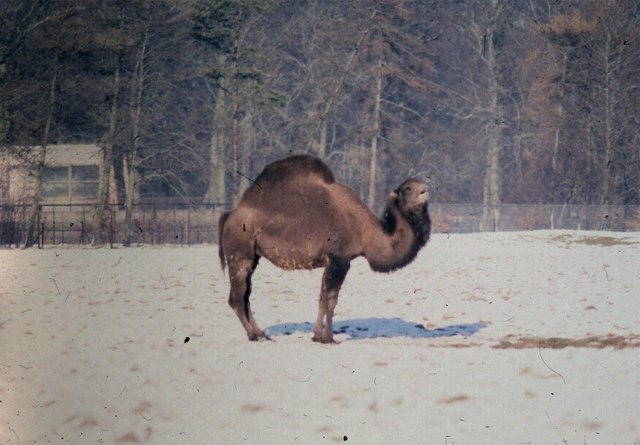
Нар в зоопарке Уипснейда, Англия

Домашние верблюды, содержащиеся на вольном выпасе в местах обитания диких, часто сталкиваются с диким. Между ними происходит смешение, в результате чего чистый в генетическом плане вид дикого верблюда постепенно утрачивается. Ряд исследователей рассматривает возможность смешивания с домашними верблюдами как очень серьёзный фактор угрозы для диких верблюдов. Одногорбый и двугорбый верблюды при скрещивании также способны давать помесь. Гибрид двугорбого и одногорбого верблюда в Средней Азии называется нар; это слово вошло и в русский язык. Внешне нар похож скорее на одногорбого верблюда — у него один широкий горб, размером как два горба бактриана, слитых вместе, иногда чуть разделённых ложбинкой. Получающиеся гибриды не только жизнеспособны, но и часто бывают вполне плодовиты (довольно редкое явление при гибридизации животных), хотя потомство наров получается слабым и болезненным. Нары (это характерно также для некоторых других гибридов) получаются крупнее каждого из родителей — они достигают высоты в плечах 250 см и веса 1000—1100 кг — и, соответственно, значительно сильнее. Поэтому нары довольно часто используются в Азии в местах, где встречаются сразу оба верблюда, домашний двугорбый и одногорбый, — ряде районов Узбекистана, Туркменистана и Кыргызстана, а также Афганистане, Иране и Турции. Самцов-наров, как правило, кастрируют, а самок могут использовать для дальнейшего скрещивания. Потомки от скрещивания наров с двугорбыми верблюдами (называемые казахским словом коспа́к) внешне схожи с бактрианами.
С точки зрения систематики нар причислялся в прошлом некоторыми учёными к одногорбому верблюду и, соответственно, был наделен триноминальным наименованием Camelus dromedarius hybridus J.Fischer, 1829.

## Естественные враги, болезни и паразиты

### Враги в животном мире
Несмотря на то, что к настоящему времени ареалы тигра и двугорбого верблюда нигде не пересекаются, в прошлом, когда тигры были более многочисленны и встречались в Центральной Азии, они могли нападать на бактрианов. Крупные габариты не спасали бактрианов; известен случай, когда тигр загрыз верблюда, увязшего в солончаковом болоте, откуда его не могли вытащить даже несколько человек, и оттащил тушу на 150 шагов. Нападения тигров на домашних верблюдов были одной из причин преследования тигра людьми в верблюдоводческих районах.
Также для домашних верблюдов значительную угрозу представляют волки. Некоторые авторы полагали, что верблюд страдает от хищников в силу природной боязливости: так, известный немецкий натуралист Альфред Брем со ссылкой на произведения Пржевальского писал:
Если на него нападает волк, то он и не думает о защите. Ему было бы легко повалить подобного врага одним ударом ноги, но он только плюёт на него и орёт во все горло. Даже вороны обижают это бестолковое животное: они садятся к нему на спину и клюют наполовину закрывшиеся раны, натёртые вьюками, причем даже отрывают куски мяса от горба, верблюд же и здесь не знает, как справиться и только плюётся и кричит.

### Болезни
Верблюд сильно подвержен различным заболеваниям. Из инфекционных болезней у бактрианов наиболее часто встречаются туберкулёз, которым животные страдают при наличии сырости, и столбняк, возникающий как следствие при ранениях. Понижение иммунитета и контакт со спорами грибка могут приводить к заражению верблюдов кожными микозами, преимущественно трихофитией.
У верблюдов описаны также и другие заболевания. Особенно опасны заражения различными микроскопическими червями-нематодами, некоторые из которых паразитируют только в организме верблюдов. Так, нематода Dictyocaulus cameli, находясь в дыхательных путях, вызывает болезнь под названием диктиокаулёз. Животные заражаются этим заболеванием на сырых пастбищах и, возможно, вместе с водой из стоячих водоёмов. Наибольшая заболеваемость наблюдается весной и летом. Чаще всего эта болезнь поражает взрослых верблюдов, в то время как молодые в возрасте от года до трёх лет восприимчивы к ней в меньшей степени. Поражённые гельминтами животные кашляют, у них возникает серозно-слизистое истечение из носовой полости, возможно истощение. Нередко заболевшие животные погибают. Другая крайне опасная нематода Dipetalonema evanse, вызывающая заболевание под названием дипеталонемоз, паразитирует в сердце, грудной полости, кровеносных сосудах, лёгких, семенниках и матке. Заражение происходит при укусах комаров-кусак. Этот паразит может жить в организме верблюдов до 7 лет. Разработаны методы лечения этих болезней, однако они не всегда эффективны.
Ещё одна специфичная для верблюдов крупная нематода Thelazia leesei вызывает у них так называемый телязиоз, симптом которого — длительное истечение жидкости из глаз. Данная болезнь может быть успешно вылечена.
В желудке (точнее, в одном из его отделов — сычуге) паразитирует ярко-красная нематода Parabronema skrjabini. Верблюды заражаются ей при заглатывании мух (южных коровьих жигалок), поражённых личинками этого гельминта. Попав в организм, личинки медленно развиваются в слизистой оболочке сычуга, потом выходят в его полость и только к апрелю — маю следующего года становятся половозрелыми. От этой болезни также разработано достаточно эффективное лечение.
При содержании во влажных условиях и недостаточной чистоте помещений верблюды могут заболевать различными кокцидиозами. Они чаще возникают у цирковых верблюдов. Кроме того, у двугорбого верблюда, как и вообще у всех верблюжьих, новорождённые обладают слабым иммунитетом, что приводит к их высокой смертности. Разрабатываются способы специальной иммунизирующей вакцинации домашних животных.
Верблюд очень подвержен инвазиям крупных гельминтов, в том числе ленточных червей (цепней). Двугорбый верблюд сильно страдает от накожных паразитов, особенно вшей и разнообразных клещей.

## Двугорбый верблюд и человек

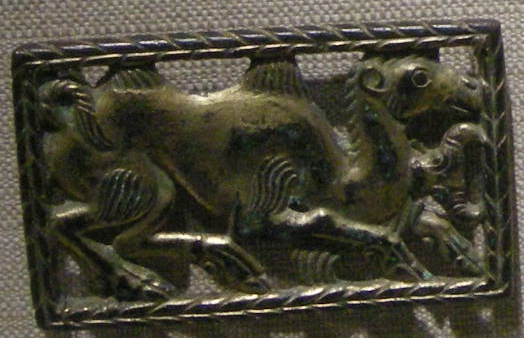
Изображение двугорбого верблюда на бронзовой пластинке, Китай, II—I века до н. э.

### История одомашнивания бактриана
Наиболее ранние археологические сведения о разведении бактрианов относятся к IV—III тысячелетиям до н. э.; в любом случае, одомашнивание двугорбого верблюда произошло раньше 1000 года до н. э. Ряд источников указывает, что домашние бактрианы появились около 4500 лет назад. Находка при раскопках древних поселений в восточном Иране сосуда с навозом двугорбого верблюда и остатков шерсти самого верблюда относится к 2500 г. до н. э. Изображение бактриана, которого ведёт под уздцы человек, высечено на знаменитом Чёрном обелиске ассирийского царя Салманасара III (IX век до н. э.), находящемся в Британском музее, — это одно из древнейших изображений домашнего верблюда вообще. Другое изображение обнаружено на развалинах зала Ападана дворца персидских царей в Персеполе, относящегося к V в. до н. э.
В отличие от одногорбого верблюда, бактриан долго оставался почти неизвестен в Европе. Сохранились свидетельства, что римские императоры Нерон и Гелиогабал запрягали в свои колесницы пару двугорбых верблюдов как редких диковинных животных, но в целом европейцы почти не сталкивались с бактрианом до Средневековья. Слово «бактриан» — латинское (лат. bactrianus), буквально означающее «бактрийский», по названию исторической области Бактрия, расположенной в среднем течении Амударьи (в античное время — персидской провинции).

### Верблюдоводство

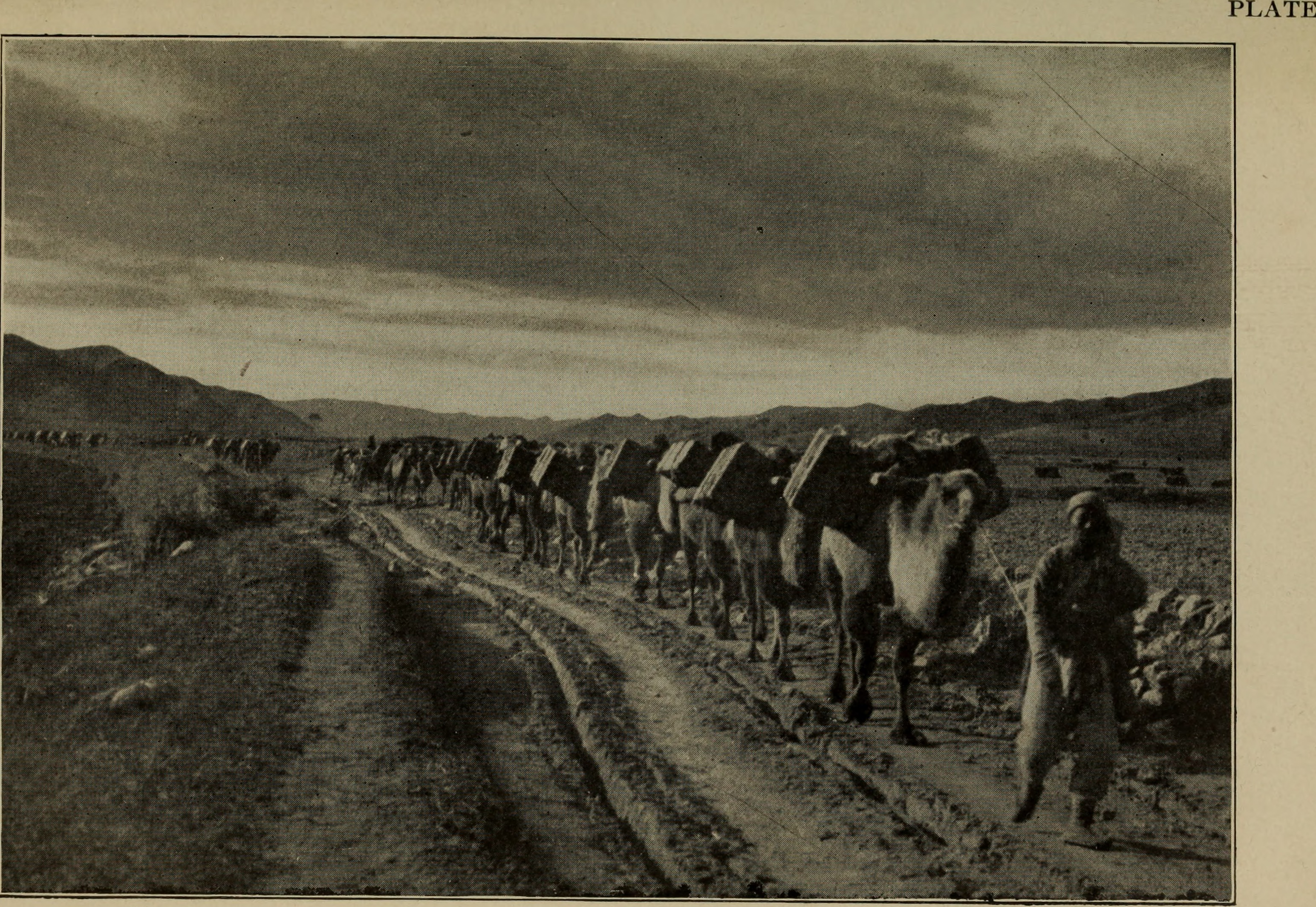
Караван на верблюдах. Фото Эндрюс, Иветта Боруп из книги R. Ch. Andrews «Across Mongolian plains», 1921 г.

В районах, где разводят бактрианов, они имеют важное хозяйственное значение как вьючные и тягловые животные, а также как источник молока, мяса и кожи. При кочевом или полукочевом хозяйстве верблюдов содержат круглый год на вольном выпасе, при оседлом в местах с суровой зимой — без привязи в сараях с выгульным двором, в южных районах — часто под навесами. Верблюжий хлев должен обязательно быть сухим, с регулярно меняющейся подстилкой (из остатков сена, бурьяна, тростника). Зимой в случае сильного мороза верблюдов иногда покрывают войлочными попонами.

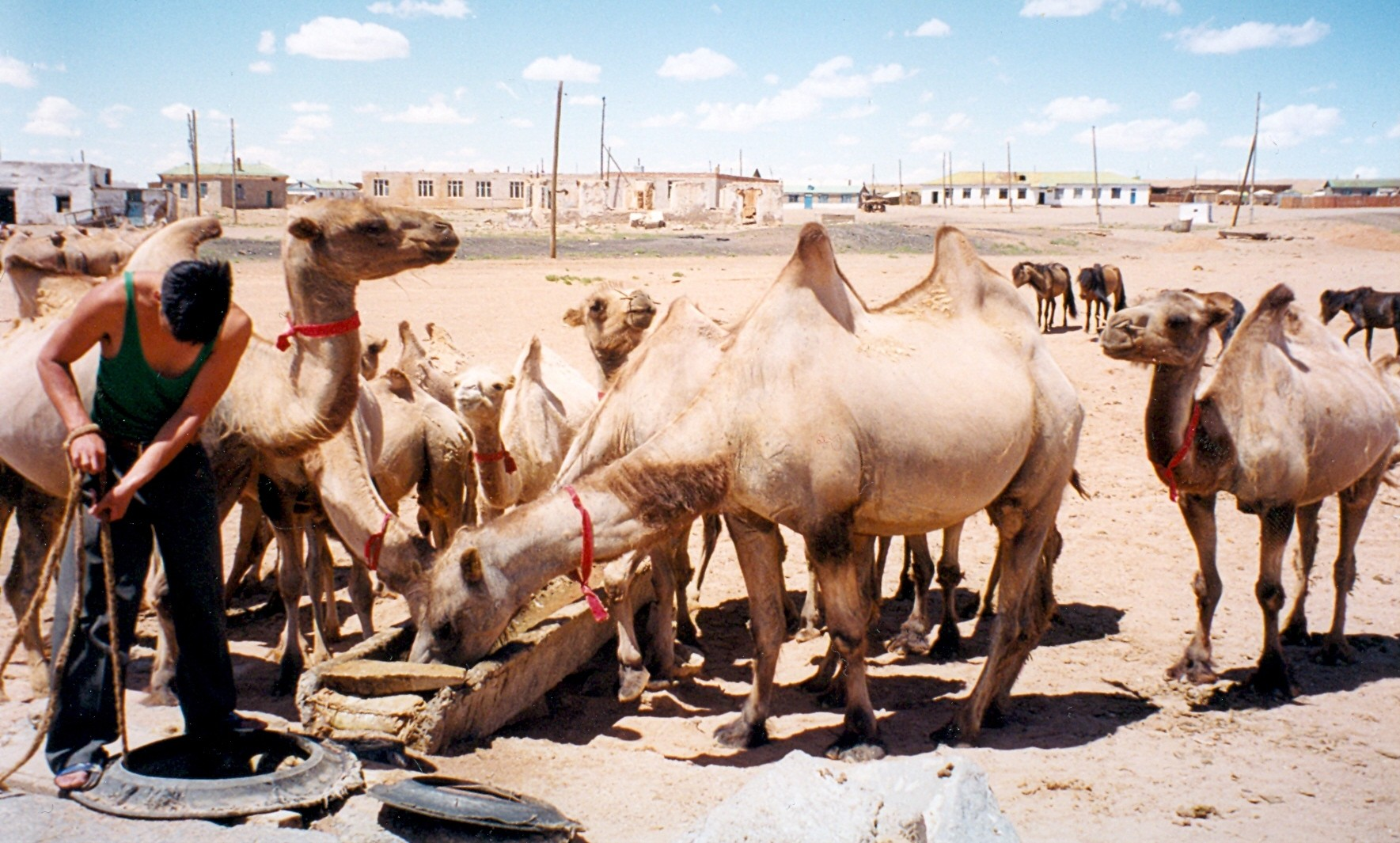
Верблюды на водопое у колодца, Монголия (Южно-Гобийский аймак)

У рабочего бактриана ценятся прежде всего такие качества, как выносливость и устойчивость к экстремальным условиям. При дальних переходах он проходит по 30—40 км в день и несёт вьюки в 250—300 кг, то есть почти половину собственного веса. Под всадником верблюд может проходить свыше 100 км в день, развивая скорость до 10—12 км/ч. Верблюд под вьюком идёт со скоростью примерно 5 км/ч, то есть заметно медленнее средней лошади, но по выносливости и нетребовательности далеко превосходит любую лошадь или осла. Н. М. Пржевальский отмечал, что там, где верблюд находит себе достаточно корма и не испытывает голода, лошади пали бы от бескормицы. Это же касается и устойчивости бактриана к низким температурам. Показательно, что двугорбые верблюды использовались в прошлом даже в чрезвычайно суровых и холодных условиях Якутии для зимней транспортировки грузов на приисках. Верблюда гораздо чаще используют как вьючное, а не упряжное животное, хотя, впряжённый в арбу, он может везти груз в 3—4 раза больше собственного веса. Дело в том, что на плохой или сырой дороге бактриан может быстро сбить и повредить подошвенные мозоли. По словам очевидцев, на влажной дороге он, к тому же, в отличие от лошади, сильно скользит.

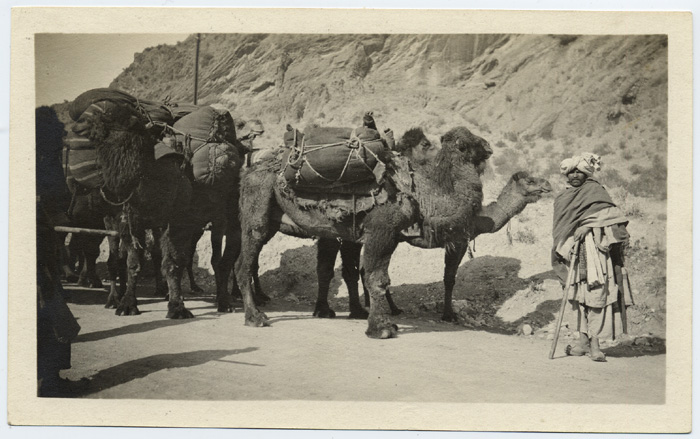
Навьюченные двугорбые верблюды. Хайберский проход, на рубеже XIX — XX веков

Управление верблюдом, по мнению некоторых авторов, существенно сложнее, чем лошадью, поскольку бактриан отличается упрямством и может заартачиться без видимой причины. В содержании бактриан также весьма прихотлив и требует в среднем более внимательного и тщательного ухода, чем лошадь. На постоянную работу верблюдов запрягают по достижении ими по меньшей мере 4-летнего возраста.
Наличие двух горбов сильно облегчает навьючивание бактриана, а также езду верхом — человек легко удерживается между горбами. По этой причине седло для верховой езды на двугорбом верблюде не обязательно, однако «правильное» взнуздывание бактриана также включает и наличие седла. У народов, использующих двугорбого верблюда, существуют разные виды сёдел, среди которых встречаются богато украшенные и красивые. Навьючивание бактриана требует известного навыка, потому что плохо пригнанный вьюк при длительной носке может так повредить горбы и спину, что верблюд станет непригоден для дальнейшего использования.

#### Районы разведения домашних верблюдов

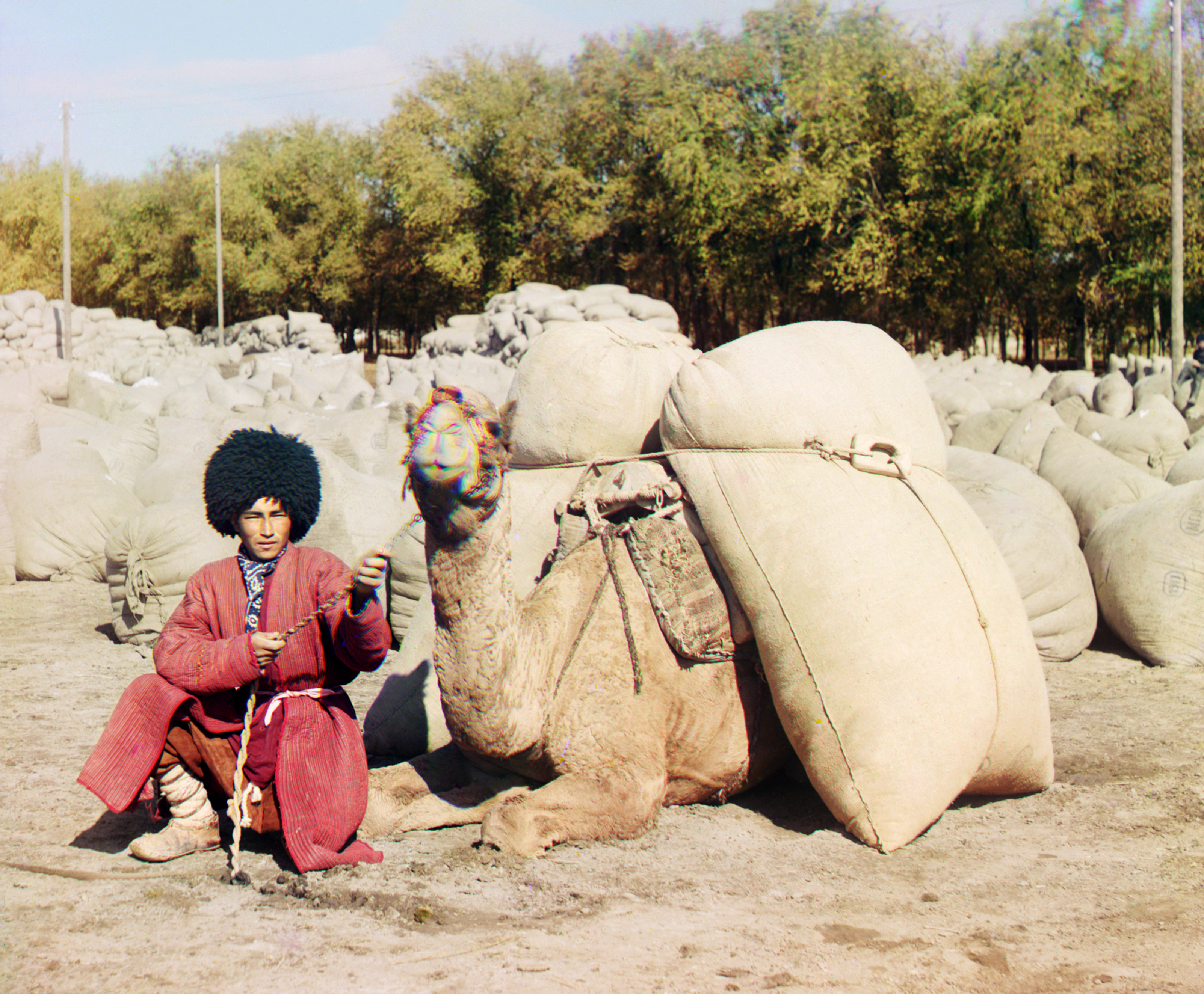
Двугорбый верблюд, навьюченный мешками с хлопком. Туркменистан, фото С. М. Прокудин-Горского, начало XX века

Домашний двугорбый верблюд свойственен районам Центральной Азии. Это одно из основных домашних животных в Монголии и соседних с Монголией районах Китая (Синьцзян-Уйгурский автономный район, Внутренняя Монголия, провинция Ганьсу). Много бактрианов в Казахстане, Кыргызстана и других государствах Средней Азии, причём в ряде мест двугорбый верблюд пересекается с домашним одногорбым.
Наибольшую численность поголовье домашних верблюдов достигает в Китае — подсчитано, что в этой стране, а также в Монголии в общей сложности содержится около 2 млн домашних животных. Двугорбый верблюд испокон веков имел особое значение для монголов, где он традиционно причислялся к одной из «пяти голов» — животных, на разведении которых держится традиционный уклад кочевников (наряду с лошадью, яком, овцой и козой). Даже в настоящее время, несмотря на технический прогресс, двугорбые верблюды обеспечивают около трети всех грузовых перевозок в пустыне Гоби. По данным на 2008 год, в Монголии было около 266,4 тыс. домашних верблюдов; это количество, впрочем, постоянно уменьшается в связи с увеличением количества автомобилей (в 1954 году их было 895,3 тыс., в 1985 году — 559 тыс.).

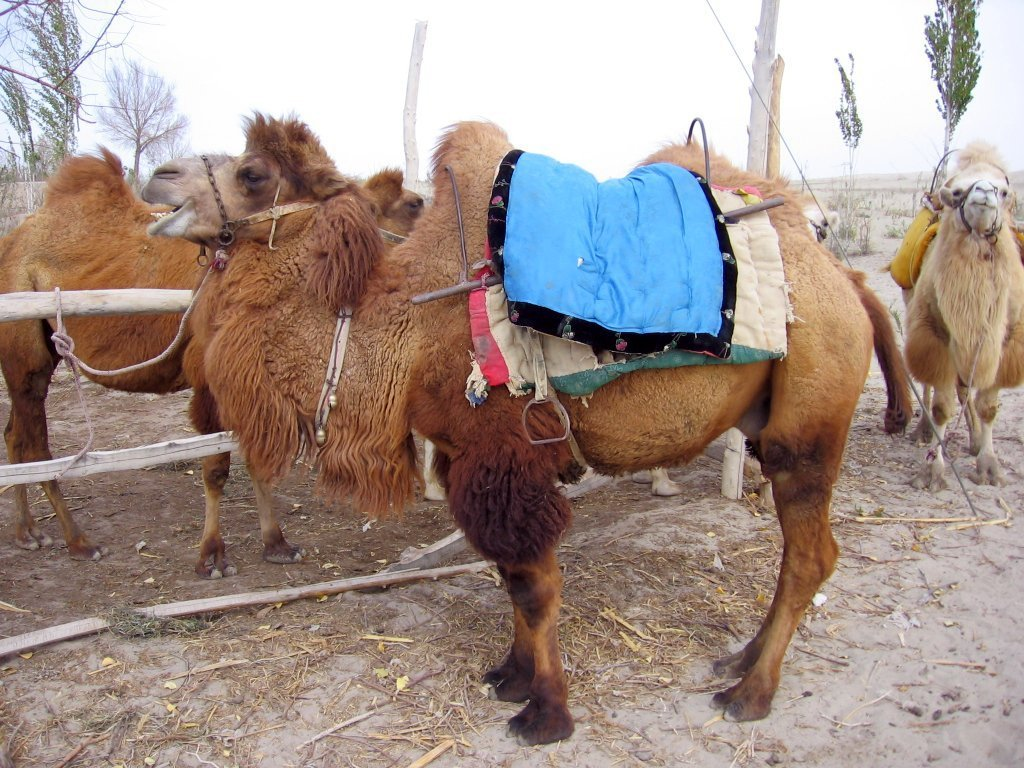
Бактриан под седлом, район Яркенда, Китай (пустыня Такла-Макан)

В Советском Союзе разведение двугорбых верблюдов (как и верблюдоводство вообще) было достаточно развитой отраслью животноводства, практиковавшейся в основном в Казахской и Киргизской ССР и степных районах РСФСР — Калмыцкой АССР, Горно-Алтайской и Тувинской АО, Астраханской, Волгоградской, Читинской областях. Двугорбые верблюды составляли в конце 1960-х годов 44 % от общего поголовья домашних верблюдов в СССР, насчитывавшего 264 тыс. голов (одногорбые 34 % и гибриды-нары — 22 %). В настоящее время в России наибольшее значение верблюдоводство имеет в Бурятии, где практикуется к северу до 55° с. ш. — животные, разводимые там, являются наиболее северными представителями семейства.
В СССР разводили в основном три породы бактрианов — калмыцкую, казахскую и монгольскую, среди которых особенно примечательной считалась калмыцкая. Верблюды этой породы по своим размерам, живой массе, шёрстной и молочной продуктивности значительно превосходят животных других пород. История возникновения калмыцкой породы уходит корнями в первую четверть XVII века, когда калмыцкие племена кочевали из Джунгарии в низовья Волги и угоняли с собой крупный рогатый скот и верблюдов. Кочевое ведение хозяйства при круглогодичном пастбищном содержании и тяжёлых климатических условиях (частые бураны и гололёд) часто приводило к массовой гибели верблюдов. Выживали лишь наиболее крепкие, выносливые и здоровые особи. В результате естественного отбора калмыцкие верблюды приобретали свойства и признаки, выгодно отличающие их от других домашних пород. Тем не менее, калмыцкие верблюды распространены сравнительно мало — около 90 % поголовья домашних верблюдов на постсоветском пространстве составляет казахская порода. В российском Забайкалье встречается в основном разновидность монгольской породы.

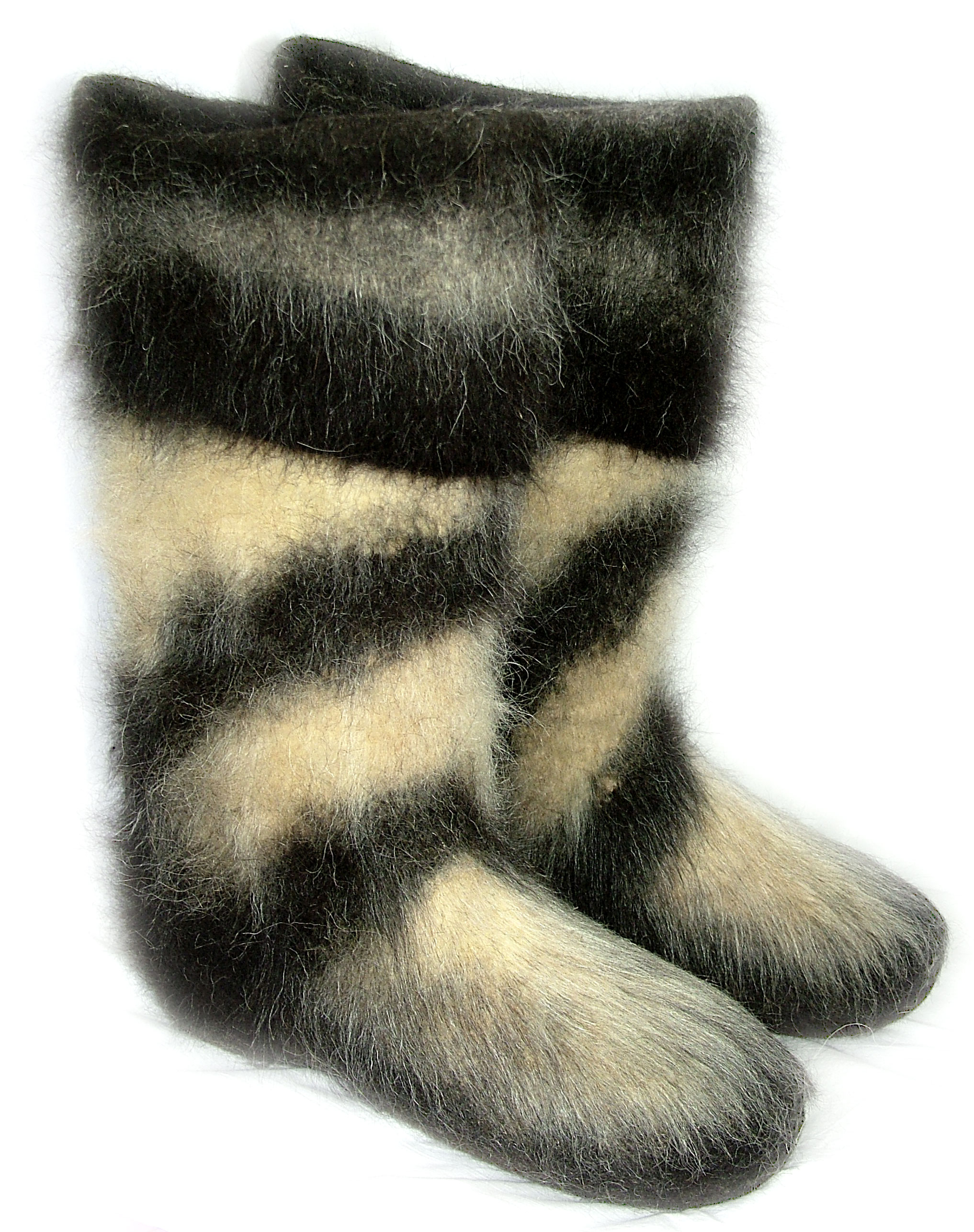
Валенки из верблюжьей шерсти

В современном Казахстане содержится около 200 тыс. двугорбых верблюдов. Производство верблюжьего молока и кисломолочных напитков из него рассматривается властями страны как весьма перспективное направление животноводства и поддерживается специальными государственными программами.
Помимо стран с традиционным разведением бактрианов, домашних двугорбых верблюдов можно встретить также в Новой Зеландии и ряде районов США, где домашние верблюды местами содержатся издавна — так, в 1860 году 15 двугорбых верблюдов были завезены в США для использования на транспортировке соли в пустынных районах. Есть бактрианы в Иране и Пакистане.

### Продукты, получаемые от верблюда

#### Мясо и жир

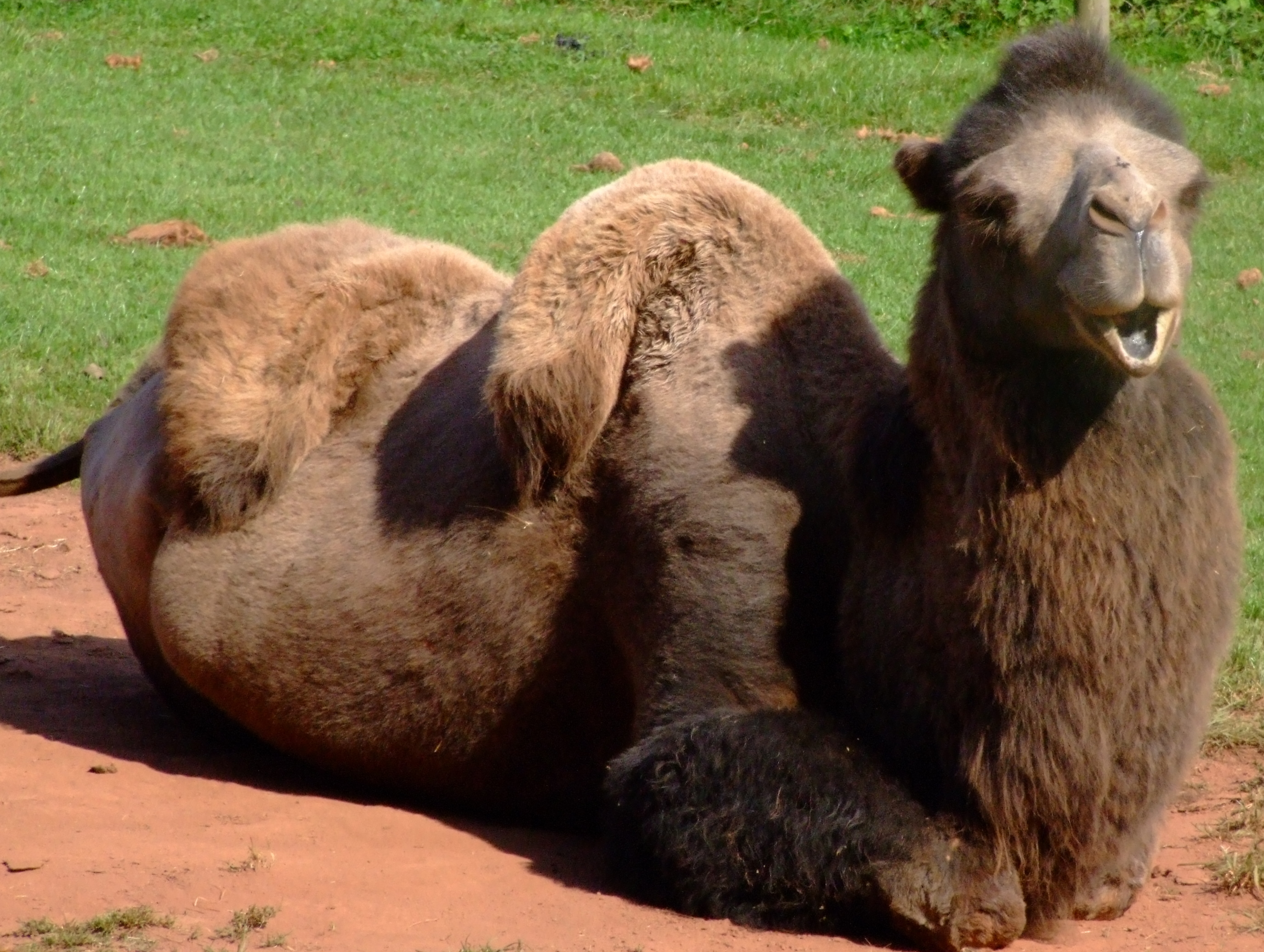
Двугорбый верблюд с обвисшими горбами (истощёнными запасами жира)

Мясо двугорбого верблюда вполне съедобно, а у молодых верблюдов даже вкусно. Однако, например, у бурят и монголов оно ценится несколько ниже, чем конина и баранина (у этих народов традиционно считается, что конь и овца — животные с «горячим» дыханием, следовательно более пригодны для еды, чем як, корова и верблюд, у которых дыхание «холодное»). По вкусу верблюжатина напоминает мясо дичи, но имеет сладковатый привкус, что объясняется наличием в нём гликогена, а жир на вид похож на бараний. Как мясное животное верблюд прекрасно нагуливается; убойный выход мяса от туши составляет 50—60 % (по данным ФАО — 52—77 %), при этом разделанная туша взрослого бактриана может весить в отдельных случаях до 620 кг, хотя туши самок и молодняка намного меньше. Мясо взрослого верблюда, впрочем, более жёсткое, чем говядина, сильно волокнистое и напоминает по виду мясо старого, много работавшего вола, поэтому на мясо идут обычно верблюды 2—2,5-летнего возраста. Верблюжатина мало используется за пределами верблюдоводческих районов, но там, где эта отрасль животноводства — часть национальной культуры, мясо верблюда считается важным продуктом питания. Из свежей или засоленной верблюжатины готовят различные национальные мясные блюда (например, верблюжатина употребляется для бешбармака).
Жир из горбов верблюда — также важный пищевой продукт. В ряде мест его едят сырым сразу после забоя, пока он ещё тёплый (это считается лакомством), но остывший жир идёт только на перетопку.

#### Шерсть

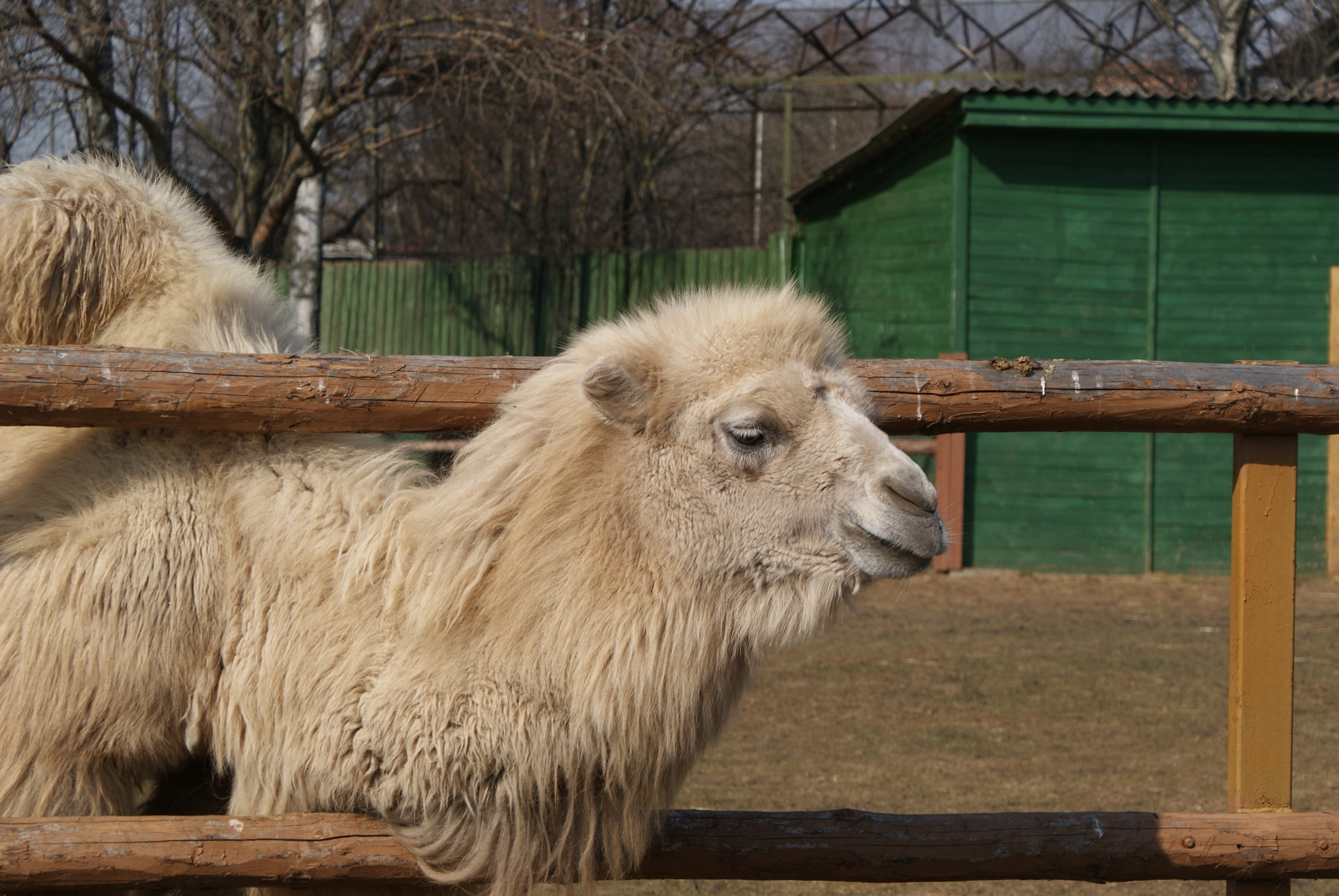
Белый бактриан в зоопарке Минска. Шерсть таких верблюдов особенно ценится

Верблюжья шерсть — весьма ценное сырьё (особенно подшёрсток, называемый пухом). Изделия из шерсти верблюда, благодаря её уникальным, среди всех других видов шерсти, свойствам, отличаются необычайной теплотой. Шерсть бактриана идёт на вещи, предназначенные для эксплуатации в наиболее суровых и холодных условиях, — например, одежду для космонавтов, полярников или водолазов. От одного бактриана получают с одной стрижки в среднем 6—10 кг (от одногорбого лишь 2—4 кг, причём шерсть бактриана ценится выше) шерсти, причём используется как шерсть, настриженная непосредственно с животного, так и выпавшая при линьке. С крупных верблюдов калмыцкой породы можно получать даже до 13 кг шерсти. Существует мнение, что в завышенные данные о настриге также включают и выпавшую шерсть. Взрослый 5—6-летний верблюд даёт шерсти вдвое больше, чем годовалое животное. Из одного килограмма шерсти получают 3,5—4 м² ткани, или 2—2,5 вязаных свитера.

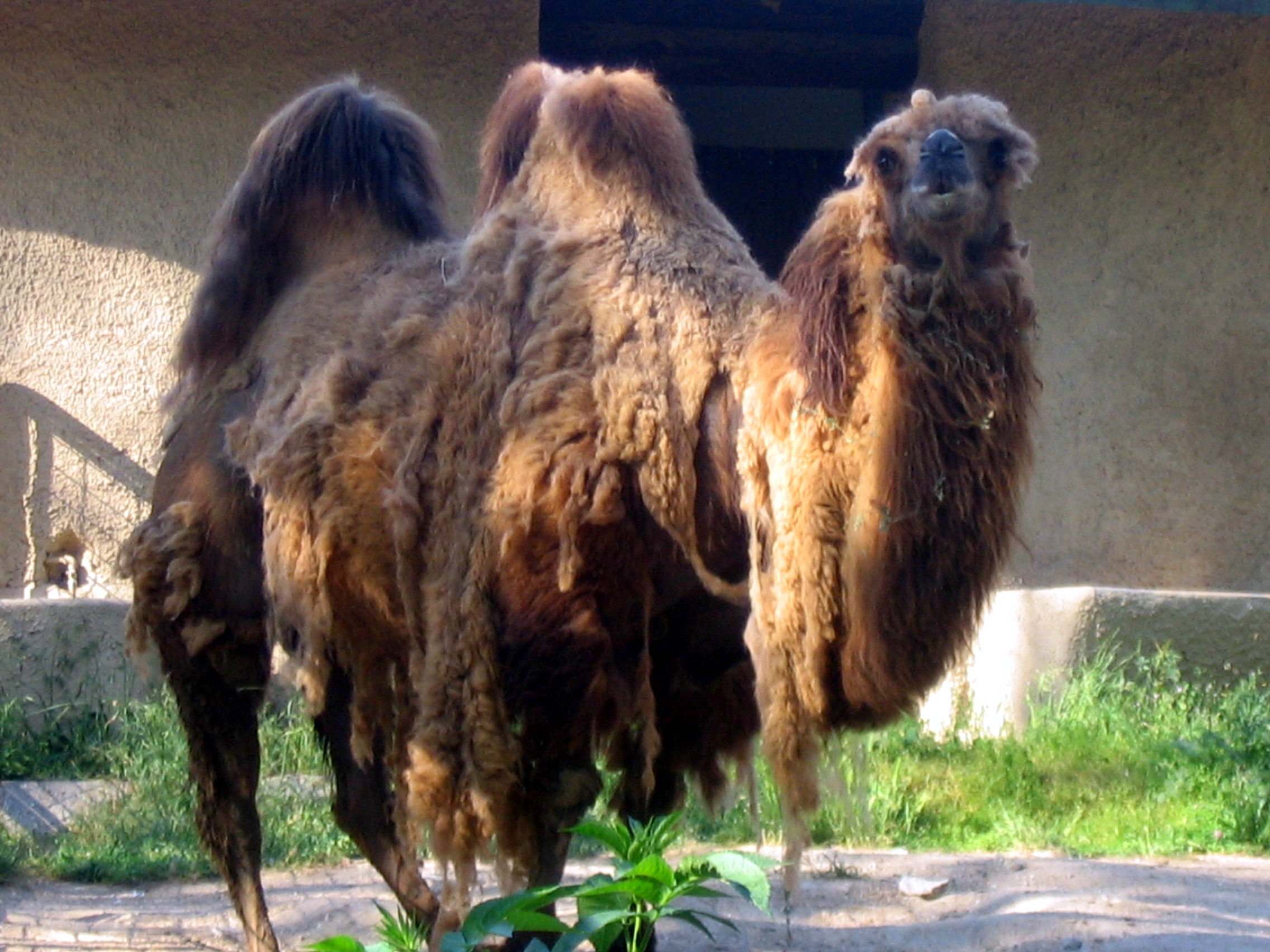
Шерсть линяющего верблюда

Шерсть бактриана очень тонкая — в среднем толщина шерстинок составляет 20—23 микрона (в частности, согласно данным по шерсти верблюдов, разводимых в пустынных районах США, на всём теле животного волоски шерсти и подшёрстка имеют толщину от 6 до 120 микрон при среднем показателе 18—19 микрон). Это приблизительно соответствует толщине шерсти лучших тонкорунных овец-мериносов. Шерсть верблюдиц намного мягче и тоньше, чем шерсть самцов.
Стригут верблюдов один раз в год после окончания линьки — в мае — июне, выбрав хорошую тёплую погоду; подшёрсток же вычёсывают вручную. Изделия из шерсти бактриана стараются оставлять неокрашенными, чтобы шерсть не утратила своих уникальных свойств. Наиболее ценной является шерсть кремовых верблюдов. В силу относительно малого количества шерсти, собираемой с бактриана, она принадлежит к числу самых дорогих видов шерсти домашних животных. В Монголии верблюжья шерсть составляет около 17 % от общего производства этого продукта в стране, хотя верблюды составляют лишь 2 % поголовья сельскохозяйственных животных.

#### Молоко

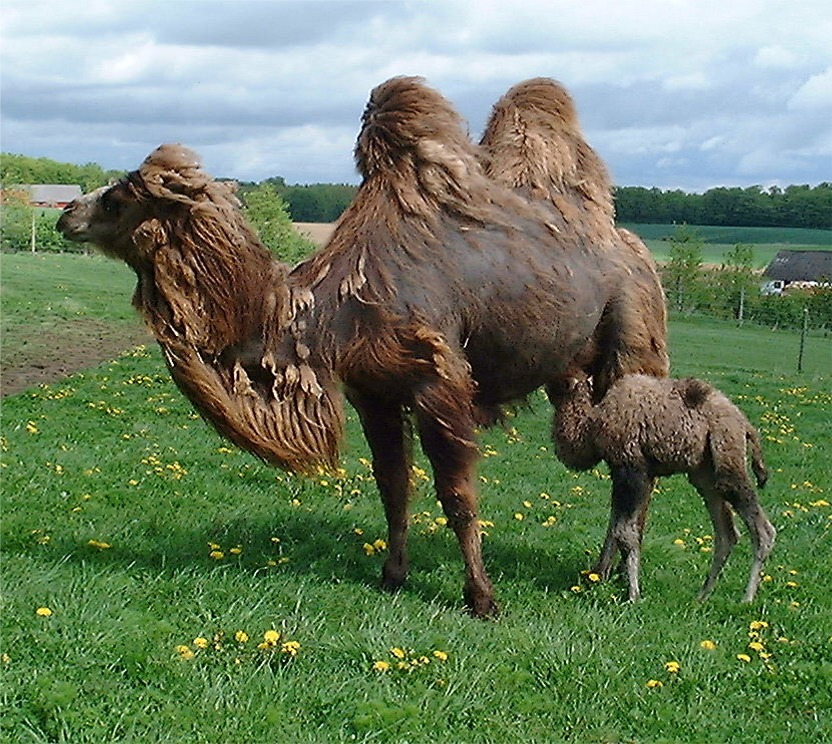
Кормящая верблюжонка молоком верблюдица

Верблюжье молоко также высоко ценится у азиатских народов. Оно заметно жирнее коровьего (не меньше 5—6 %), хотя надои с верблюдиц намного меньше, чем с коров — одна верблюдица даёт в год самое большее 1—2 тыс. литров, в среднем же — всего 500—600 литров (больше половины этого количества — за первые 6 мес. лактации). Для получения молока необходимо, чтобы у неё родился живой верблюжонок.
Молоко верблюдицы обладает довольно выраженным сладковатым вкусом (содержание сахара до 5 %), который может временами изменяться в зависимости от корма и качества воды. Парное молоко также имеет «запах верблюда», свойственный кожным выделениям бактриана, который может быть не очень приятен для непривычного человека. Однако считается, что верблюжье молоко обладает полезными и даже целебными свойствами, которые определяются высоким содержанием белка, жира, солей фосфора и кальция и витамина С (до 25 мг-%). Довольно широкой известностью пользуется напиток из кислого верблюжьего молока — шуба́т, аналог кумыса, популярный у ряда тюркских народов (у туркменов он известен под названием чал). Благодаря большому количеству сахара верблюжье молоко хорошо сквашивается, но сыр из него имеет горьковатый вкус.
Верующие евреи не употребляют в пищу ни верблюжатину, ни верблюжье молоко, поскольку верблюд, согласно религиозным правилам, не считается пригодным в пищу животным (в Торе перечислены четыре некошерных животных — свинья, верблюд, даман и заяц). Мусульмане, также соблюдающие ряд строгих пищевых запретов, в отношении верблюда такого правила не придерживаются, но после употребления верблюжатины среди многих мусульман принято совершать омовение.

#### Кожа
Верблюжья кожа в местах разведения верблюдов идёт на различные поделки. У взрослого бактриана шкура толстая и довольно грубая, но она годится на такие изделия, как верх обуви, кнуты, ремни и т. д.

#### Навоз

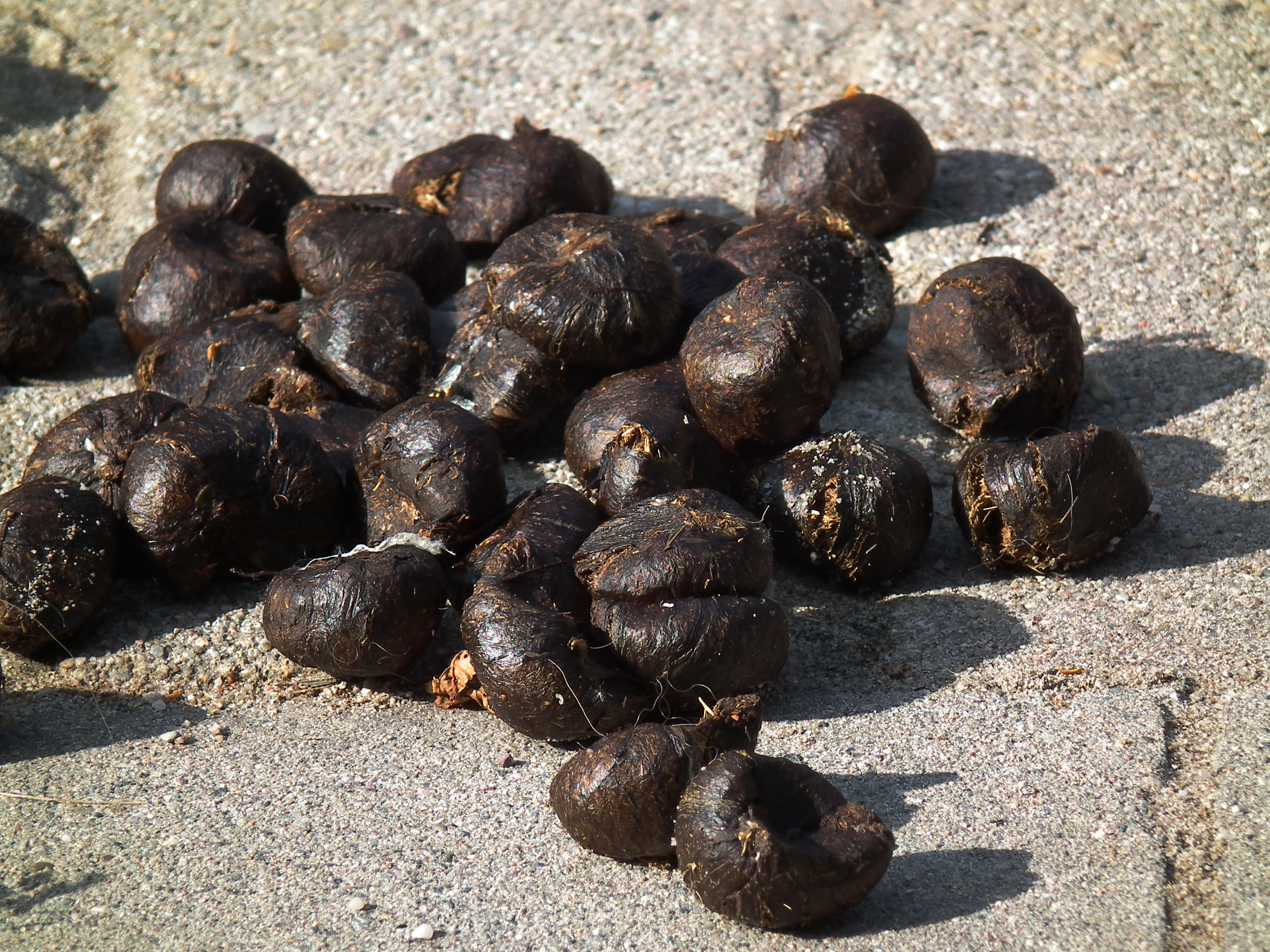
Свежие фекалии двугорбого верблюда

Навоз домашнего верблюда используют в качестве кизяка. Даже свежий навоз бактриана настолько сухой, что годится в этом качестве с минимальной предварительной просушкой (в отличие, например, от навоза крупного рогатого скота или домашних буйволов, который также идёт на топливо). Навоз верблюда даёт небольшое, ровное, очень жаркое и почти бездымное пламя. От одного бактриана получают до 950 кг навоза в год. Ранее путём возгонки сажи от сжигания верблюжьего кизяка получали нашатырь.

### Использование бактрианов в военном деле
Непосредственно в боевых действиях, то есть в качестве верховых животных для кавалеристов, бактрианы применялись редко (значительно реже дромадеров). В российской армии в XVIII—XIX веках такую кавалерию имели некоторые части, составленные из калмыков. В. И. Даль сообщал интересный случай, когда во время Северной войны шведская кавалерия обратилась в бегство при появлении калмыцкого отряда на двугорбых верблюдах, поскольку лошади шведов были крайне напуганы их видом. При этом В. И. Даль (человек с военным образованием) считал использование верблюжьей кавалерии в европейских войнах весьма перспективным.
Гораздо большее значение бактриан имел как вьючное и тягловое животное. Двугорбых верблюдов использовали в очень многих военных экспедициях русских войск в Средней Азии. Известны также попытки применять двугорбых верблюдов войсками тех стран, где бактрианы никогда не водились. Так, в 1855 году в США завезли партию верблюдов (двугорбых и одногорбых), чтобы использовать в качестве вьючных животных в войнах с индейскими племенами (на закупку верблюдов была выделена значительная по тому времени сумма в 33 тыс. долл.). Была создана отдельная воинская часть, Американский верблюжий корпус, который под конец своего существования располагал 66 бактрианами и базировался в местечке Кэмп Верде (штат Техас). Но верблюды не пользовались популярностью и не снискали расположения со стороны солдат из-за своего упрямого характера; кроме того, верблюды очень пугали лошадей. С началом гражданской войны в США Кэмп Верде был захвачен южанами, и Верблюжий корпус прекратил существование. Верблюды были распроданы, но затем частично разбрелись и одичали. По ряду свидетельств, одичавшие верблюды попадались на глаза людям в тех местах до 1900-х годов и даже в более позднее время.
Как вьючные и тягловые животные двугорбые верблюды активно использовались советскими и монгольскими частями во время конфликта с Японией у Халхин-Гола в 1939 году. Существует мнение, что использование верблюдов стало одним из важнейших факторов, обеспечивших советско-монгольским силам победу, поскольку японские автомобильные тягачи не отличались надёжностью и часто ломались, в то время как верблюды полностью справлялись с возлагавшимися на войска задачами.
Верблюды использовались для тягловых работ и во время Великой Отечественной войны. В городе Ахтубинск в 2010 году был поставлен памятник двум бактрианам, составлявшим упряжку орудия, которое одним из первых в апреле 1945 года открыло огонь по Рейхсканцелярии.

Флаг Челябинской области с изображением навьюченного двугорбого верблюда

### Бактриан в культуре и спорте

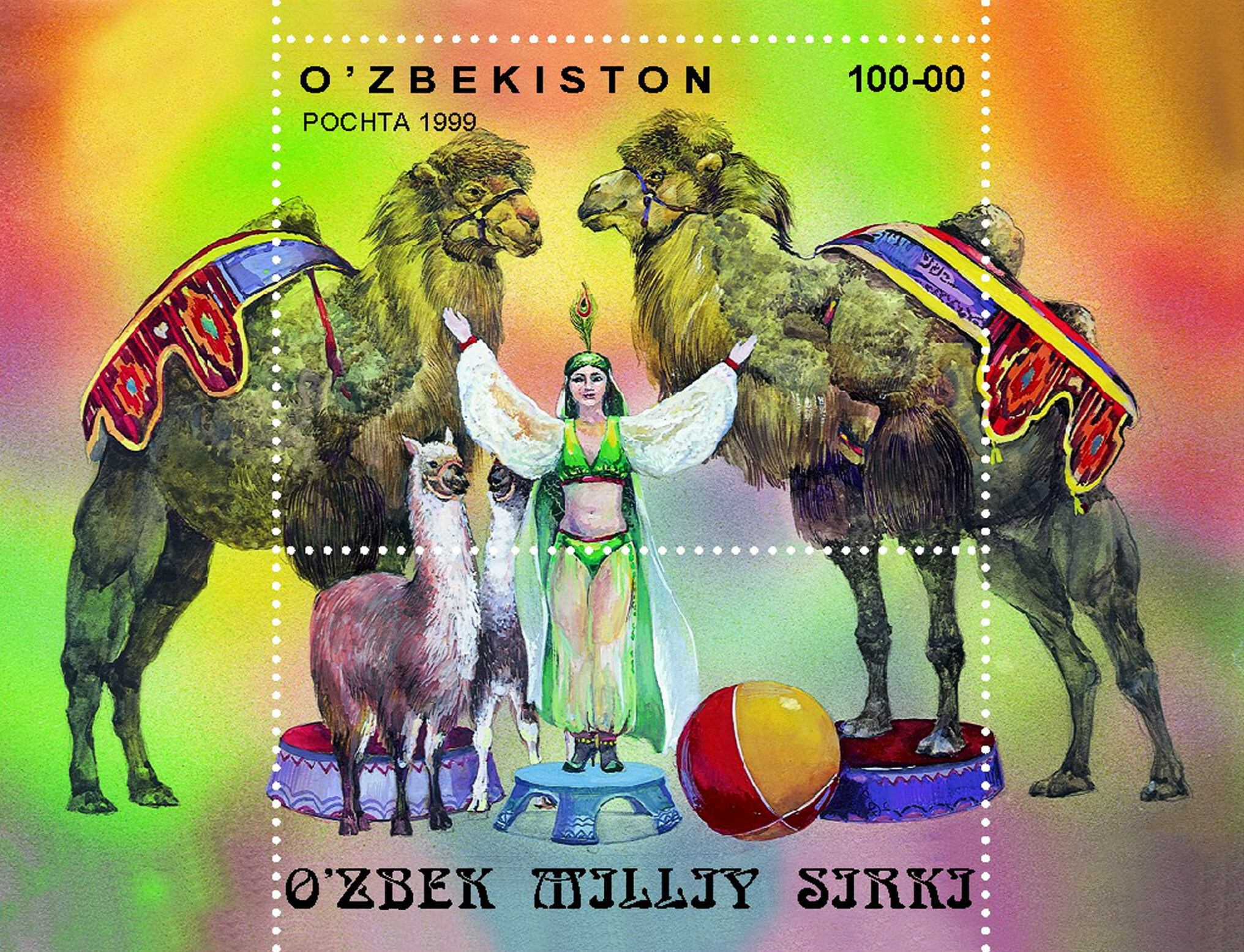
Почтовая марка Узбекистана.

- Двугорбый верблюд изображен на гербе и флаге Челябинской области. В «Полном собрании законов Российской империи» за 1830 год этому дано следующее объяснение: «Навьюченный верблюд в знак того, что оных в сей город довольно с товарами приводят»[4].
- Двугорбый верблюд по кличке Вася фигурирует в начале советского фильма «Джентльмены удачи».
- В 2003 году монголо-германским коллективом была снята документальная драма «Слёзы верблюдицы» (режиссёр Даваагийн Бямбасурэн). Картина номинировалась на премию Национальной киноакадемии США за 2004 год в категории «Лучший документальный полнометражный фильм». В фильме повествуется о верблюдице, отказавшейся кормить верблюжонка, но затем изменившей своё решение под воздействием виртуозно исполненной монгольской музыки.
- Среди произведений известного болгарского писателя Йордана Радичкова есть рассказ «Бактриан», сюжет которого имеет весьма отдалённое отношение к реальному двугорбому верблюду[74].
- Двугорбые верблюды изображены на российских конфетах «Кара-Кум». При этом в пустыне Каракум двугорбые верблюды встречаются редко — в Туркменистане разводят преимущественно одногорбых верблюдов[75].
- В Казахстане многократный чемпион РК по самбо Олжас Кайрат-улы́ поднял двугорбого верблюда и пронёс его 16 метров[76].

## Сноски
1. ↑  Camelus bactrianus (англ.) в базе данных Американского общества маммологов (ASM Mammal Diversity Database).
2. ↑  Бактриа́н : [арх. 17 октября 2022] / Щипанов Н. А. // Большая российская энциклопедия : [в 35 т.] / гл. ред. Ю. С. Осипов. — М. : Большая российская энциклопедия, 2004—2017.
3. 1 2 3 4 5 6 7  Верблюд — корабль пустыни. Зооклуб — мегаэнциклопедия о животных. — Источник: В.И.Гершун, «Беседы о домашних животных». Дата обращения: 30 марта 2011. Архивировано 11 апреля 2011 года.
4. 1 2  Верблюдовые. Ялтинский зоопарк (2007—2010). Дата обращения: 3 апреля 2011. Архивировано 20 августа 2011 года.
5. 1 2  Двугорбый верблюд. Читинский зоопарк. Дата обращения: 3 апреля 2011. Архивировано из оригинала 19 августа 2011 года.
6. 1 2 3  Camelus ferus (англ.). The IUCN Red List of Threatened Species. Дата обращения: 29 марта 2011. Архивировано 19 августа 2011 года.
7. 1 2 3  Burger P. A. The history of Old World camelids in the light of molecular genetics (англ.) // Tropical Animal Health and Production : journal. — 2016. — Vol. 48, iss. 5. — P. 905—913. — ISSN 1573-7438. — doi:10.1007/s11250-016-1032-7. — PMID 27048619.
8. 1 2  Mohandesan E., Fitak R. R., Corander J., Yadamsuren A., Chuluunbat B., Abdelhadi O., Raziq A., Nagy P., Gabrielle S., Walzer C., Faye B., Burger P. A. Mitogenome sequencing in the genus Camelus reveals evidence for purifying selection and long-term divergence between wild and domestic Bactrian camels (англ.) // Scientific Reports : journal. — 2017. — Vol. 7, iss. 1. — P. 9970. — ISSN 2045-2322. — doi:10.1038/s41598-017-08995-8. — PMID 28855525. Архивировано 30 июня 2019 года.
9. 1 2 3 4 5  Camelus bactrianus (англ.). An Ultimate Ungulate Fact Sheet (23 марта 2004). Дата обращения: 29 марта 2011. Архивировано 19 августа 2011 года.
10. 1 2 3 4 5 6  Camelus bactrianus (англ.). Animal Diversity Web. Дата обращения: 29 марта 2011. Архивировано 19 августа 2011 года.
11. 1 2 3  Мясные продукты. Российская академия естествознания. Дата обращения: 30 марта 2011. Архивировано 8 ноября 2011 года.
12. 1 2 3  Двугорбый верблюд (Camelus bactrianus). Зооклуб — мегаэнциклопедия о животных. — Источник: В.И.Гершун, «Беседы о домашних животных». Дата обращения: 30 марта 2011. Архивировано 10 ноября 2011 года.
13. 1 2 3 4 5 6 7 8  И. И. Акимушкин. Мир животных. — М.: «Мысль», 1974. — Т. 6. — С. 268—269. — 336 с. — 200 000 экз.
14. 1 2 3 4  Пржевальский Николай Михайлович. От Кульджи за Тянь-Шань и на Лоб-Нор. Lib.ru. — Текст книги, по: От Кульджи за Тянь-Шань и на Лоб-Нор. М., ОГИЗ, Государственное издательство географической литературы, 1947. Под редакцией и со вступительной статьей Э. М. Мурзаева. Дата обращения: 1 апреля 2011. Архивировано 5 августа 2011 года.
15. 1 2  Вид: Дикий двугорбый верблюд, или бактриан = Camelus bactrianus ferus. Мир животных. Дата обращения: 3 апреля 2011. Архивировано 8 июня 2012 года.
16. 1 2 3 4 5 6 7 8  Жизнь животных, под ред. С. П. Наумова и А. П. Кузякина, в 6 томах. — М.: Просвещение, 1971. — Т. 6. — С. 433-435. — 626 с. — 300 000 экз.
17. 1 2 3 4  В.Даль. Верблюд. Сайт города Кунград (28 апреля 2010). Дата обращения: 31 марта 2011. Архивировано 19 августа 2011 года.
18. 1 2 3  Bactrian Camel (Camelus ferus) (англ.). EDGE — Evolutionary Distinct & Globally Endangered. Дата обращения: 30 марта 2011. Архивировано 19 августа 2011 года.
19. 1 2 3 4 5  Basic Camel Medicine Tips (англ.). CamelPhotos.com — The Camel Hub on the Web (2005). Дата обращения: 1 апреля 2011. Архивировано из оригинала 19 августа 2011 года.
20. 1 2 3 4 5 6 7 8 9 10 11 12 13  Валентина Борисова. Двугорбый бурят-монгольский верблюд-представитель номадных животных Забайкалья. Профистарт (3 мая 2010). Дата обращения: 3 апреля 2011. Архивировано 10 сентября 2014 года.
21. 1 2 3 4  Бактриан или Двугорбый верблюд (Camelus bactrianus) (англ.). Верблюд — корабль пустыни. Сайт о верблюдах. Дата обращения: 31 марта 2011. Архивировано из оригинала 3 февраля 2012 года.
22. 1 2 3  [bse.sci-lib.com/article004129.html Верблюды]. Большая Советская Энциклопедия. Дата обращения: 5 апреля 2011. Архивировано 19 августа 2011 года.
23. 1 2 3 4 5 6 7  Санжаев, Цыренбато Санжаевич. Продуктивные и некоторые биологические особенности верблюдов в условиях Забайкалья. disserCat — электронная библиотека диссертаций. — Автореферат диссертации на соискание степени кандидата сельскохозяйственных наук (специальность 06.02.04), Улан-Удэ, 2004. Дата обращения: 3 апреля 2011. Архивировано 19 августа 2011 года.
24. 1 2 3 4 5 6  Верблюдоводство. Агропромышленный портал Астраханской области. Дата обращения: 30 марта 2011. Архивировано 13 марта 2016 года.
25. 1 2 3 4 5  Верблюды, верблюдоводство. Greenagro.ru — справочный агросайт. Дата обращения: 5 апреля 2011. Архивировано из оригинала 25 апреля 2011 года.
26. 1 2 3 4 5  Carol Huebscher Rhoades. Bactrian Camel (англ.) (PDF). Spin.Off ® magazine, Interweave Press, LLC (2007). Дата обращения: 2 апреля 2011. Архивировано 19 августа 2011 года.
27. 1 2 3  Верблюжья шерсть. Mediateast.eu. Дата обращения: 3 апреля 2011. Архивировано 19 августа 2011 года.
28. 1 2 3  Верблюжья шерсть. Cashmere House. Дата обращения: 3 апреля 2011. Архивировано 21 января 2011 года.
29. 1 2 3  Верблюжья шерсть. Натуральный трикотаж. Дата обращения: 3 апреля 2011. Архивировано из оригинала 19 августа 2011 года.
30. ↑  Bactrian Camel (англ.). The Animal Files. Дата обращения: 1 апреля 2011. Архивировано 19 августа 2011 года.
31. 1 2  Т. Уминьский. Животные и континенты (популярная зоогеография). — М.: «Молодая гвардия», 1971. — С. 65. — 191 с. — 50 000 экз.
32. ↑  Почему верблюды, длительное время оставаясь без воды, сохраняют выносливость? Вокруг света (3 июля 2006). Дата обращения: 23 мая 2011. Архивировано 21 августа 2011 года.
33. ↑  Удивительные факты о верблюдах. LifeGlobe — Весь мир как на ладони. Дата обращения: 4 апреля 2011. Архивировано 19 августа 2011 года.
34. ↑  Верблюдовые. Бакай — виртуальная школа (5 марта 2011). Дата обращения: 4 апреля 2011. Архивировано 27 октября 2007 года.
35. 1 2 3 4  Иванин Михаил Игнатьевич. [militera.lib.ru/h/ivanin_mi/04.html Описание Зимнего похода в Хиву в 1839–1840 году]. Военная литература. — Иванин М. И. Описание Зимнего похода в Хиву в 1839–1840 году. СПб., тип. т-ва «Общественная польза», 1874. — 268 с. Текст книги (глава IV «Выбор передовых укреплений в степи для склада запасов; перевозка в них запасов, сбор верблюдов и выступление передового отряда»). Дата обращения: 30 марта 2011. Архивировано 9 августа 2009 года.
36. 1 2  Camel Types and Breeds (англ.). CamelPhotos.com — The Camel Hub on the Web (2005). Дата обращения: 1 апреля 2011. Архивировано из оригинала 19 августа 2011 года.
37. 1 2 3 4 5  J. Lensch. The two-humped camel (Camelus bactrianus) (англ.). FAO. Дата обращения: 17 апреля 2011. Архивировано 19 августа 2011 года.
38. 1 2 3  Хозяйство казахов XV — начала XIX вв. KZST.RU. Дата обращения: 6 апреля 2011. Архивировано 11 февраля 2012 года.
39. ↑  Camelus bactrianus — Bactrian Camel (англ.). Large Herbivore Network. Дата обращения: 30 марта 2011. Архивировано 19 августа 2011 года.
40. 1 2 3  Животный мир. Монголия. Байкальская земля. Дата обращения: 5 апреля 2011. Архивировано 15 февраля 2012 года.
41. 1 2  Кастрация верблюдов и северных оленей. Ветеринарный справочник. Дата обращения: 7 апреля 2011. Архивировано 19 августа 2011 года.
42. 1 2  Jay Sharp. The Wild Bactrian Camel (англ.). Desert USA. Дата обращения: 1 апреля 2011. Архивировано 19 августа 2011 года.
43. 1 2 3 4  Camelidae (Bactrian camel, dromedary, guanaco, llama, vicuña, alpaca) (англ.). Comparative Placentation (6 апреля 2008). Дата обращения: 31 марта 2011. Архивировано 19 августа 2011 года.
44. 1 2 3  Верблюд — горбатое совершенство. ZOO Life: кошки, собаки, домашние животные. — Источник: Г. Сележинский, журнал «Юный натуралист», №7, 1977. Дата обращения: 30 марта 2011. Архивировано 10 ноября 2011 года.
45. 1 2 3 4 5 6 7  Верблюды, ламы, гуанако, альпаки, викуньи: принципы кормления и содержания, некоторые болезни, их лечение и профилактика. Ветеринарная помощь (1 декабря 2009). Дата обращения: 31 марта 2011. Архивировано 29 мая 2012 года.
46. 1 2 3 4  Jeffrey Hays. Silk Road and Bactrian Camels (англ.). Facts and Details (2008). Дата обращения: 5 апреля 2011. Архивировано 20 августа 2011 года.
47. 1 2  Bactrian Camel (англ.). Wonder Club. Дата обращения: 2 апреля 2011. Архивировано 19 августа 2011 года.
48. 1 2  [paleontologylib.ru/books/item/f00/s00/z0000001/st003.shtml Верхнетретичные млекопитающие Приишимья]. — Ю.А.Орлов. В мире древних животных. АН СССР, 1961. Текст книги, глава 2. Дата обращения: 31 марта 2011. Архивировано 26 июля 2014 года.
49. ↑  Peng Cui, Rimutu Ji, Feng Ding, Dan Qi, Hongwei Gao, He Meng, Jun Yu, Songnian Hu, Heping Zhang. A complete mitochondrial genome sequence of the wild two-humped camel (Camelus bactrianus ferus): an evolutionary history of camelidae (англ.). BMC Genomics (18 июля 2007). Дата обращения: 29 марта 2011. Архивировано 30 июня 2019 года.
50. ↑  Jean Larson. Information Resourses on Old World Camels: Arabian and Bactrian 2004—2009 (англ.). National Agricultural Library, United States Department of Agriculture. Дата обращения: 2 апреля 2011. Архивировано из оригинала 19 августа 2011 года.
51. ↑  Scientists at Hannover Veterinary & Medical University describe research in animal science (англ.). High Beam Research. — China Weekly News, June 8, 2010. Дата обращения: 2 апреля 2011. Архивировано из оригинала 19 августа 2011 года.
52. 1 2  Бактриан, или двугорбый верблюд. ZOO Life: кошки, собаки, домашние животные (20 сентября 2010). Дата обращения: 29 марта 2011. Архивировано из оригинала 19 августа 2011 года.
53. 1 2 3  [bse.sci-lib.com/article004126.html Верблюдоводство]. Большая Советская Энциклопедия. Дата обращения: 31 марта 2011. Архивировано 19 августа 2011 года.
54. 1 2  Тигры. BIGCATS.RU - правда о больших кошках. Дата обращения: 3 апреля 2011. Архивировано 22 ноября 2011 года.
55. 1 2  А. Брем. Семейство верблюдовые // Жизнь животных. — М.: Государственное издательство географической литературы, 1958.
56. ↑  Т. А. Непримерова. Паразиты цирковых мозоленогих. Телеконференции по медицине, биологии и экологии (2 октября 2010). Дата обращения: 31 марта 2011. Архивировано 11 апреля 2011 года.
57. ↑  Ji R, Cui P, Ding F, Geng J, Gao H, Zhang H, Yu J, Hu S, Meng H. Monophyletic origin of domestic bactrian camel (Camelus bactrianus) and its evolutionary relationship with the extant wild camel (Camelus bactrianus ferus) (англ.). Key Laboratory of Dairy Biotechnology and Engineering, Ministry of Education, College of Food Science and Engineering, Inner Mongolia Agricultural University, Huhhot, Inner Mongolia, China. — Abstract. Дата обращения: 2 апреля 2011. Архивировано 19 августа 2011 года.
58. ↑  Domesticated Camels in the Book of Genesis (англ.). Bijbel, Geschiedenis en Archeologie (24 сентября 2000). Дата обращения: 7 мая 2011. Архивировано из оригинала 19 августа 2011 года.
59. 1 2 3  Camels and dromedaries (англ.). Livius.org (2004). Дата обращения: 3 апреля 2011. Архивировано 19 августа 2011 года.
60. 1 2  Mongolian Camels (англ.). Gobi. Дата обращения: 31 марта 2011. Архивировано 19 августа 2011 года.
61. ↑  Roger Berry. Bactrian Camel Saddles, Old & New World Saddles, Photos & Information (англ.). CamelPhotos.com — The Camel Hub on the Web (23 августа 2006). Дата обращения: 1 апреля 2011. Архивировано из оригинала 19 августа 2011 года.
62. 1 2 3  Выдержки из статьи заслуженного учителя Монголии, доктора, профессора Ш. Цэрэнпунцага «Через 20 с небольшим лет Монголия может остаться без верблюдов». Mediateast.eu. Дата обращения: 3 апреля 2011. Архивировано 19 августа 2011 года.
63. ↑  Корабли пустыни в вечной мерзлоте: на Алтае растёт поголовье верблюдов. РИА Новости (4 мая 2011). Дата обращения: 22 ноября 2019.
64. ↑  Виды и породы верблюдов. Школа верховой езды «Ариадна» (2010). Дата обращения: 3 апреля 2011. Архивировано из оригинала 13 апреля 2012 года.
65. 1 2  Теану Рами. Казахский шубат по израильской технологии. Кумыс и другие кисломолочные продукты (24 июля 2009). Дата обращения: 30 марта 2011. Архивировано 19 августа 2011 года.
66. ↑  Шубат по-камышински. На Востоке. Новости Восточного региона (28 апреля 2010). Дата обращения: 31 марта 2011. Архивировано из оригинала 19 августа 2011 года.
67. 1 2 3 4 5 6  Camel products other than milk (англ.). FAO Corporate Document Repository. Дата обращения: 3 апреля 2011. Архивировано 19 августа 2011 года.
68. ↑  Верблюжье молоко. Молоко и здоровье (2009). Дата обращения: 30 марта 2011. Архивировано из оригинала 18 апреля 2013 года.
69. ↑  Нашатырь Архивная копия от 25 ноября 2021 на Wayback Machine // Статья в энциклопедии «Кругосвет».
70. ↑  Camel (англ.). Biology Daily. The Biology Encyclopedia (15 марта 2011). Дата обращения: 5 апреля 2011. Архивировано 19 августа 2011 года.
71. ↑  US Camel Corps (англ.). Biology Daily (15 марта 2011). Дата обращения: 3 апреля 2011. Архивировано 19 августа 2011 года.
72. ↑  This Week In Quartermaster History. 26 August — 1 September (англ.). U.S. Army Quartermaster Corps Historian, Fort Lee, Virginia. Дата обращения: 3 апреля 2011. Архивировано из оригинала 19 августа 2011 года.
73. ↑  Описание и размеры памятника «Мы победили». Первый ахтубинский портал города. Дата обращения: 5 апреля 2011. Архивировано из оригинала 19 августа 2011 года.
74. ↑  Йордан Радичков. Бактриан. Книгосайт. — Текст рассказа. Дата обращения: 7 мая 2011. Архивировано из оригинала 19 августа 2011 года.
75. ↑  Верблюдоводство в Туркмении. Сельский вестник (4 апреля 2010). Дата обращения: 24 мая 2011. Архивировано из оригинала 19 августа 2011 года.
76. ↑  В Талдыкоргане самбист Олжас Кайратулы установил необычный рекорд. Дата обращения: 2 мая 2013. Архивировано 4 мая 2013 года.